# Parcul Mansfield
Parcul Mansfield este al treilea roman publicat de Jane Austen, fiind publicat mai întâi în 1814 de Thomas Egerton. O a doua ediție a fost publicată în 1816 de John Murray, încă în timpul vieții lui Austen. Romanul nu a primit nici o recenzie publică până în 1821.
Romanul spune povestea lui Fanny Price, care a început atunci când familia sa mare a trimis-o la vârsta de 10 ani să locuiască în gospodăria mătușii și unchiului său bogați, unde să-și urmeze dezvoltarea sa timpurie la vărsta adultă. Încă de la început, interpretarea critică a fost diversă, mai ales în ceea ce privește caracterul eroinei, viziunea lui Austen despre spectacolul teatral și centralitatea sau, în caz contrar, despre coordonare și religie asupra problemei sclaviei. Câteva dintre aceste probleme au fost evidențiate în mai multe adaptări ulterioare ale poveștii pusă în scenă și ecranizată.

## Rezumat

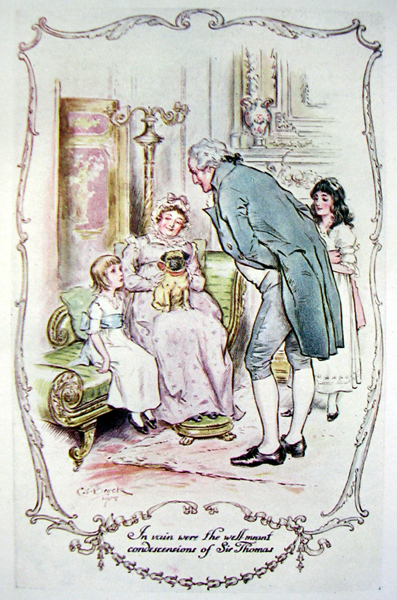
Tânăra Fanny și „condescendențele bine însemnate ale lui Sir Thomas Bertram” la sosirea ei la Parcul Mansfield. O ediție din 1903

Fanny Price, la vârsta de 10 ani, este trimis din casa sa sărăcăcioasă în Portsmouth să locuiască ca unul din familia din Parcul Mansfield, la moșia unchiului său în Northamptonshire, domnul Thomas Bertram. Acolo este maltratată de toată lumea, în afară de vărul ei mai mare, Edmund. Mătușa sa, Norris, soția duhovnicului din parohia Mansfield, o persoană foarte neplăcută de Fanny.
Când Fanny avea 15 ani, Mătușa Norris rămâne văduvă, iar vizitele ei la Parcul Mansfield sunt tot mai frecvente, precum și maltratarea lui Fanny. Un an mai târziu, domnul Thomas pleacă să se ocupe de problemele legate de plantația sa din Antigua, luându-l cu el pe fiul risipitor, adică pe cel mai mare. Doamna Norris, în căutarea unui soț pentru Maria, îl găsește pe domnul Rushworth, care este bogat, dar de voință slabă și este considerat de aceasta stupid, dar Maria îi acceptă propunerea.
În următorul an, Henry Crawford și sora lui, Mary, ajung la parohie să stea cu sora lor vitregă, soția noului titular, domnul Grant. Cu stilurile lor vestimentare londoneze, animă viața din Mansfield. Edmund și Mary încep apoi să-și arate interesul unul față de altul.
Într-o vizită la moșia domnului Rushworth, Henry își arată interesul și pentru Maria și pentru Julia.  Maria crede că Henry s-a îndrăgostit de ea și începe să-l trateze pe domnul Rushworth cu dispreț, făcându-l să fie gelos, în timp ce Julia se luptă cu gelozia și resentimentele față de sora sa. Mary este dezamăgită când află că Henry va fi duhovnic și încearcă să îi compromită vocația. Fanny se teme că farmecele lui Mary îl orbesc pe Edmund.
După ce se întoarce Tom, îi încurajează pe cei tineri să înceapă repetițiile unei piese amatoare a lui Lovers' Vows. Edmundo obiectează crezând că domnul Thomas va dezaproba și simțind că subiectul piesei este inadecvat pentru surorile lui. Dar după mai multe insistențe, el este de acord să preia rolul iubitului, jucat de către Mary. Piesa de teatru le oferă lui Henry și Mariei noi oportunități să filtreze. Când Tom ajunge acasă pe neașteptate, piesa este încă nefinalizată și este anulată. Henry pleacă fără explicații, iar Maria continuă căsătoria cu domnul Rushworth. După aceea se stabilesc la Londra, luând-o pe Julia cu ei. Domnul Thomas vede multe îmbunătățiri la Fanny și Mary Crawford și inițiază o relație mai apropiată cu ea.

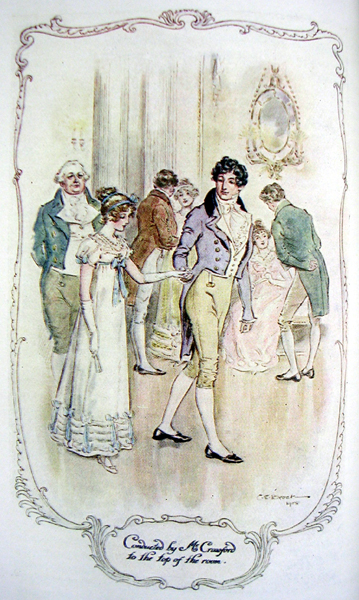
Fanny, condusă de Henry Crawford la balul ei aniversar.

Când Henry se întoarce, el decide să se distreze, făcând-o pe Fanny  să se îndrăgostească de el. William, fratele lui Fanny, vizitează Parcul Mansfield, iar domnul Thomas deține ceva ce reprezintă o portiță de scăpare pentru ea. Deși Mary dansează cu Edmund, îi spune acestuia că va fi ultima dată, pentru că nu va mai dansa niciodată cu un preot. Edmund renunță la planul său de a-i face o propunere și pleacă a doua zi. La fel și Henry și William.
Când Henry se întoarce, îi spune lui Mary despre intenția sa de a se căsători cu Fanny. Pentru a-și susține planul să iasă cât mai bine posibil, acesta folosește conexiunile familiale, pentru a-l ajuta pe William să obțină promovarea. Cu toate acestea, când Henry o cere în căsătorie pe Fanny, aceasta îl refuză, dezaprobând modul în care trata femeile în trecut. Domnul Thomas este surprins de refuzul ei continuu, dar ea nu vrea să dea nici o explicație, temându-se să nu o incrimineze pe Maria.
Pentru a o ajuta pe Fanny să se gândească la propunerea lui Henry, domnul Thomas o trimite să-și viziteze părinții în Portsmouth, unde este surprinsă de contrastul dintre gospodăria haotică și mediul armonios de la Mansfield. Henry o vizitează, dar deși  încă îl refuză, ea începe să-i aprecieze calitățile.
Mai târziu, Fanny află că Henry și Maria au avut o aventură care este relatată în ziare. Domnul Rushworth o dă în judecată pe Maria pentru divorț, iar familia Bertram este devastată. Între timp, Tom se îmbolnăvește grav, după o căzătură de pe cal. Edmund o ia pe Fanny înapoi la Parcul Mansfield, acesta având pentru ea o influență vindecătoare. Domnul Thomas realizează că Fanny a avut dreptate cu respingerea cererii în căsătorie a lui Henry și acum o consideră ca pe o fiică.
În timpul unei întâlniri cu Mary Crawford, Edmund descoperă că Mary regretă doar faptul că s-a aflat despre aventura sa cu Henry, nu și că s-a întâmplat. Devastat, el întrerupe relația și se întoarce la Parcul Mansfield, unde îi mărturisește lui Fanny. În cele din urmă, cei doi se căsătoresc și se mută împreună la casa parohială Mansfield. Între timp, cei rămași la Parcul Mansfield învață din greșelile lor și viața lor devine mai plăcută acolo.

## Personaje

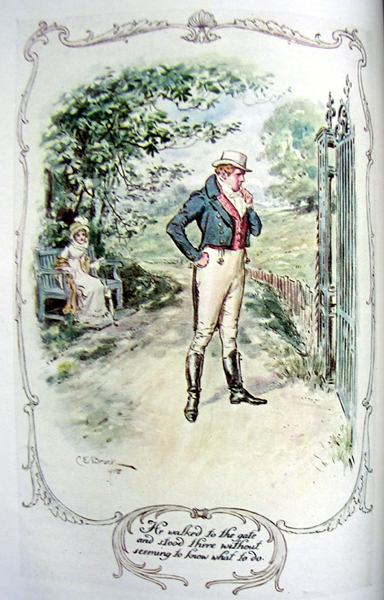
Domnul Rushworth nedumerit contempla la poarta încuiată de la Sotherton.

- Fanny Price, nepoata familiei din Parcul Mansfield, cu statutul unei relații instabile.
- Lady Bertram, mătușa lui Fanny, care este căsătorită cu bogatul domn Thomas Bertram, sora mijlocie din cele trei, celelalte surori ale ei fiind doamna Norris și mama lui Fanny.
- Mrs Norris, sora cea mare a doamnei Bertram, al cărei soț a fost preot local, până a încetat din viață.
- Domnul Thomas Bertram, baronet și soț al mătușii lui Fanny, proprietar al moșiei Parcul Mansfield și a celei din Antigua.
- Thomas Bertram, fiul cel mare al domnului Thomas și  doamnei Bertram.
- Edmund Bertram, fiul cel mic al domnului și doamnei Bertram, care plănuiește să devină preot.
- Maria Bertram, fiica cea mare a domnului Thomas și doamnei Bertram, cu trei ani mai mare decât Fanny.
- Julia Bertram, fiica cea mică a domnului Thomas și doamnei Bertram, cu doi ani mai mare decât Fanny.
- Dr Grant, actualul preot din Parcul Mansfield, după moartea domnului Norris.
- Mrs Grant, soția domnului Grant și sora vitregă a lui Henry și Mary Crawford.
- Henry Crawford, fratele domnului Grant și a domnișoarei Crawford.
- Mary Crawford, sora domnului Crawford și a doamnei Grant.
- Mr. Rushworth, logodnicul Mariei Bertram, apoi soțul.
- The Hon. John Yates, prietenul lui Tom Bertram.
- William Price, fratele cel mare a lui Fanny.
- Domnul Price, tatăl lui Fanny, ofițer de Marină, care locuiește în Portsmouth.
- Doamna Price, a născut-o pe Frances (Fanny) Ward, mama lui Fanny.
- Susan Price, sora cea mică a lui Fanny.
- Domnișoara Stornoway, o femeie de societate, complice la flirtul dintre domnul Crawford și Maria.
- Doamna Rushworth, mama domnului Rushworth și soacra Mariei.
- Baddeley, majordomnul din Parcul Mansfield.

## Receptarea literară
Deși ,,Parcul Mansfield” a fost ignorat inițial de recenzori, a avut un real succes la public. Prima tipărire a romanului a avut loc în anul 1814, iar stocul a fost epuizat în 6 luni. A doua tipărire a apărut în anul 1816 și de asemenea a fost stoc epuizat. Prima recenzie critică a avut loc în 1821, de Richard Whately, și a fost una pozitivă. Criticii regenți au lăudat morala sănătoasă a romanului. Consensul victorian a tratat romanele lui Austen ca pe o comedie socială. În 1911, A.C. Bradley a restabilit perspectiva morală, lăudând romanul ,,Parcul Mansfield” pentru perspectiva artistică, în timp ce avea ,,adânc în inimă importanța anumitor adevăruri despre conduită”. Influentul Lionel Trilling (1954), și mai târziu Thomas Tanner (1968), au menținut accentul pe profunda forță morală a romanului. Thomas Edwards (1965) a susținut că în romanul ,,Parcul Mansfield” există mai multe nuanțe de gri, spre deosebire de celelalte romane ale sale și cei care doreau o viziune dualistă simplă asupra lumii ar putea găsi acest lucru descurajant. În anii 1970, Alistair Duckworth (1971) și Marilyn Butler (1975) au pus bazele unei înțelegeri mai cuprinzătoare a aluziilor și contextului istoric ale romanului. 
În anii 1970, Parcul Mansfield era considerat cel mai controversat roman al lui Austen. În 1974, criticul literar american, Joel Weinsheimer, a descris Parcul Mansfield ca fiind cel mai profund dintre romanele sale, dar cu siguranță și cel mai problematic.
Savantul american, John Halperin (1975), a fost deosebit de negativ, descriind ,,Parcul Mansfield” ca fiind ,,cel mai excentric" dintre romanele lui Austen și ,,cel mai mare eșec al ei”. El a atacat romanul pentru eroina sa nebună, eroul său pompos, complotul apăsător și ,,pierderea satirei". El a descris personajele din familia Bertram ca fiind îngrozitoare, pline de fățărnicie, desfrânare și lăcomie, singurul lor interes fiind avantajul financiar personal. El s-a plâns că scenele din Portsmouth erau mult mai interesante decât cele din Parcul Mansfield și că, după ce a prezentat în mod constant familia Bertram ca lacomă, egoistă și materialistă, Austen, în ultimele capitole, a prezentat viața la Parcul Mansfield în termeni idealizați.
Ultima parte a secolului al XX-lea a văzut dezvoltarea diverselor lecturi, inclusiv critici feministe și postcoloniale, cea mai influentă dintre acestea din urmă fiind Jane Austen și Empire (1983) ale lui Edward Said. În timp ce unii au continuat să atace, iar alții au lăudat moralitatea conservatoare a romanului, totuși alții l-au văzut ca promovând în cele din urmă valorile formale conservatoare în favoarea compasiunii și a unei morale mai profunde și având o provocare continuă pentru generațiile următoare. Isobel Armstrong (1988) a susținut o înțelegere deschisă a textului, cum că acesta ar trebui privit mai degrabă ca o explorare a problemelor decât ca o declarație a concluziilor finale.
Pentru Susan Morgan (1987), ,,Parcul Mansfield” a fost cel mai dificil dintre romanele lui Austen, prezentând cea mai slabă dintre toate eroinele sale, aceasta devenind, în final, cel mai iubit membru al familiei.
Lecturile de la începutul secolului 21 au luat în mod obișnuit pentru ,,Parcul Mansfield” drept cel mai căutat roman al lui Austen. Cei mai mulți s-au angajat cu interpretările sale extrem de sofisticate ale vieții psihologice ale personajului și cu formațiuni istorice precum evanghelismul și consolidarea puterii imperiale britanice.
Colleen Sheehan (2004) a spus:
,,În ciuda condamnării finale și clare a lui Austen din partea Crawford-urilor, o mare parte din științele contemporane își deplâng destinele literare. O părere comună  a criticilor constă în faptul că ar fi încântați să petreacă o seară cu Henry și Mary Crawford și pot anticipa groaza de a-și petrece timpul cu Fanny Price și Edmund Bertram. … La fel ca Crawford, au respins orientarea și au ascuns perspectiva morală care a inspirat-o pe Austen în scrierea ei despre ,,Parcul Mansfield”. Aceasta este suferința vremurilor noastre. Suntem prea ușor fermecați de subversiv.”
În 2014, sărbătorind 200 de ani de la publicarea romanului, Paula Byrne a scris: ,,Ignorați reputația sa încuiată, ,,Parcul Mansfield”... se vede cu sex și explorează cele mai întunecate colțuri ale Angliei”. Ea a numit-o pionieră, pentru că se referă la meritocrație. În 2017, Corinne Fowler a revizuit teza lui Said, analizând semnificația acesteia în lumina evoluțiilor critice mai recente din istoria imperială.

## Dezvoltare, teme și simboluri

### Istoric

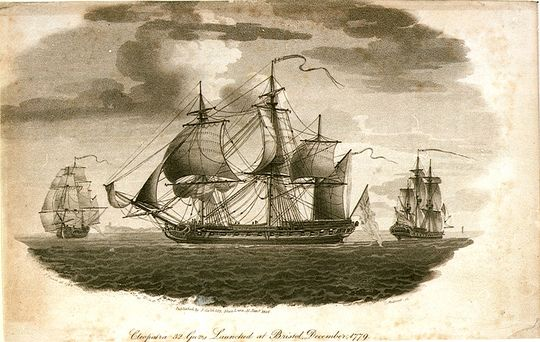
, HMS Cleopatra, comandat de fratele lui Jane Austen, căpitanul James Austen, 1810–1811, și menționat în cap. 38.

Romanul are multe asociații autobiografice; unele dintre acestea sunt indicate în secțiunile următoare despre discuții critice cu privire la teme importante. Austen s-a bazat considerabil pe propria experiență și pe cunoștințele familiei și prietenilor ei. Observația ei acută a comportamentului uman influențează dezvoltarea tuturor personajelor sale. În ,,Parcul Mansfield”, își continuă practica, la fel ca cea a miniaturistului de portret, pictând pe fildeș ,,cu o perie atât de fină". În afară de o vizită de o zi la Sotherton și trei luni de închisoare la Portsmouth, acțiunea romanului este limitată la o singură proprietate, totuși aluziile sale subtile sunt globale, atingând India, China și Caraibe.
Austen a cunoscut Portsmouth din experiența personală. Ea evidențiază faptul că amiralul Foote, pe atunci comandant la Portsmouth, a fost ,,surprins de faptul că am avut puterea de a desena scenele Portsmouth atât de bine”. Fratele ei, Charles Austen a servit ca ofițer al Marinei Regale în timpul războaielor napoleoniene. În roman, fratele lui Fanny, William, se alătură la Marina Regală ca ofițer, a cărui navă HMS Thrush, este amplasată chiar lângă HMS Cleopatra la Spithead. Căpitanul Austen a comandat HMS Cleopatra în timpul croazierei sale în apele Nord Americane, pentru a vâna nave franceze din septembrie 1810 până în iunie 1811. Dacă romanul se referă la navă în contextul său istoric, aceasta ar însemna principalele evenimente ale romanului ca fiind în anii 1810-1811. Povestirile lui William despre viața sa de bărbat de mijloc, relatate la Bertram, ar fi indicat primilor cititori cum că a navigat cu Nelson în Caraibe. Doamna Bertram îi cere să-I aducă două șaluri dacă va merge în Indiile de Est.
William îi dă lui Fanny darul unei cruci de chihlimbar. Acest lucru are ca ecou darul crucilor de topaz oferite de Charles Austen surorilor sale înainte de a pleca la navă către stațiile Marinei Regale din America de Nord, din Halifax și Bermuda. În camera de Est a lui Fanny, Edmund speculează, din lectura ei, că va ,,face o călătorie în China” pe urmele misiunii culturale de pionierat ale lui Lord Macartney.

### Locații și evenimente simbolice
Primul critic care a atras atenția asupra utilizării extinse a romanului de reprezentare simbolică a fost Virginia Woolf în 1913. Trei evenimente vădit simbolice sunt: vizita la învecinatul Sotherton și ha-ha cu poarta încuiată (cap. 9-10), pregătirea extinsă pentru teatru și consecințele sale (cap. 13-20) și joc de Speculație (cap. 25) unde, spune David Selwyn, jocul de cărți este o ,,metaforă a jocului pe care îl joacă Mary Crawford, cu Edmund ca miză.”  ,,Speculația” se referă, de asemenea, la investițiile imprevizibile ale domnului Thomas în Indiile de Vest și la jocurile de noroc ale lui Tom, ceea ce îi provoacă jenă financiară domnului Thomas și reduce perspectivele pentru Edmund, fără a menționa natura speculativă a pieței căsătoriei. De asemenea, se găsesc aluziile subiacente la marile teme biblice ale ispitei, păcatului, judecății și răscumpărării. ,,Cheile” acestora se găsesc la Sotherton. Felicia Bonaparte susține că, într-un mod postmodern izbitor, Fanny Price este o figură realistă, dar și o figură într-un design. Ea o vede pe Fanny ca o ,, pildă de mare preț” consemnată în Matei 13: 45-46, ,,regatul” care se referă atât la societatea contemporană, cât și la un regat care nu a fost încă revelat. :49–50, 57

## Păreri despre Fanny Price
Nina Auerbach (1980), identificându-se cu ambivalența experimentată de mulți cititori, pune întrebarea ,,cum ar trebui să ne simțim în privința lui Fanny Price?”
Mama lui Austen a crezut-o pe Fanny insipidă, deși altor recenzori privați nepublici le-a plăcut personajul (Austen a adunat comentarii ale celor din cercul ei social).  Mulți au văzut-o pe Fanny Price ca pe o Cenușăreasă din secolul al XIX-lea.
O dezbatere majoră se referă la caracterul ironic al personajului Fanny, o parodie a eroinelor sănătoase, atât de populare în romanele Regency. Lionel Trilling (1957) a susținut că Austen a creat-o pe Fanny ca ,,ironie îndreptată împotriva ironiei însăși”.  William H. Magee (1966) a scris că ,,ironia pătrunde, dacă (nu) domină, în prezentarea lui Fanny Price”. În shimb, Andrew Wright (1968) a susținut că Fanny ,,este prezentată direct, fără nicio contradicție de niciun fel”.
Thomas Edwards (1965) o considera pe Fanny ca fiind cea mai vulnerabilă dintre toate eroinele lui Austen și, prin urmare, cea mai umană. El a susținut că până și moralitatea limitată a lui Fanny a avut multe laude. Biografia lui Austen, Claire Tomalin (1997), susține că Fanny se ridică la momentul ei de eroism atunci când respinge ascultarea că, ca femeie, a fost școlită să accepte și urmează dictatul superior al propriei conștiințe. 

### Pendant?

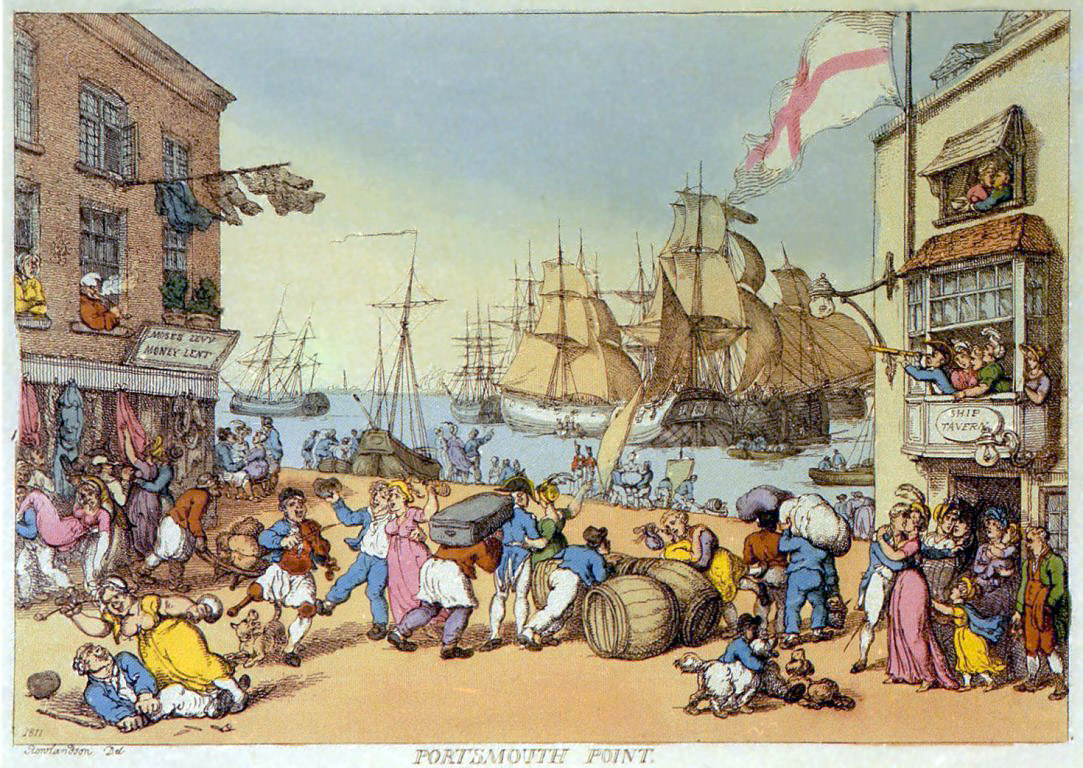
Portsmouth Point de Thomas Rowlandson, 1811. Popular printre marinarii aflați în concediu, de la navele ancorate la Spithead; cunoscut pentru comportamentul neadecvat

Clara Calvo (2005) spune că multor cititori moderni le este greu să empatizeze cu timiditatea lui Fanny și cu dezaprobarea ei față de teatre, găsind-o ,,frivolă, pasivă, naivă și greu de plăcut”. Egoismul a fost o critică de lungă durată a eroinei lui Austen. Wiltshire (2005) contestă judecata negativă a lui Fanny, sugerând că aparentul conservatorism al romanului îl face confruntător și că ,,mulți cititori nu pot trece de el”. 
Tomalin o vede pe Fanny ca fiind o personalitate complexă care, în ciuda fragilității sale, dă dovadă de curaj, stima de sine fiind în creștere în ultima parte a romanului. Credința ei, care îi dă curajul să reziste la ceea ce crede că este greșit, o face uneori intolerantă față de păcătoși. Fanny, întotdeauna gânditoare, este intolerantă la propria ei intoleranță. Schimbarea în caracterul ei este marcată în timpul expunerii sale de trei luni la viața din Portsmouth. Inițial, șocată de asprimea și necorespunzătoarea casei părintești și a vecinătății sale, ea o condamnă. Atitudinea tatălui ei este una pe care cititorii moderni ar putea să o condamne și, având în vedere tonul hărțuirii sexuale incestuoase la un bărbat care abia o observă, cu excepția „pentru a o face obiectul unei glume grosolane”. Deși acum recunoaște că nu poate fi niciodată acasă în Portsmouth, ea își depășește treptat prejudecățile recunoscute, recunoaște calitățile distinctive ale fraților și lucrează din greu pentru a nu provoca ofensă. În comunitatea mai largă, judecata este mai echitabilă; Fanny nu le ia pe domnișoarele din oraș și acestea, jignite de „aerurile” celui care nu cântă la pianoforte și nu poartă blănuri fine, nu o iau.  Ea vine să vadă că o parte a fragilității sale fizice provine din efectul debilitant al argumentelor interne, al conversațiilor și al identificărilor care îi afectează energia.
Auerbach sugerează că Fanny, în calitate de observator liniștit, adoptă „puterea ofilită a publicului asupra performanței”. Ea spune că „disconfortul nostru la Fanny este în parte disconfortul nostru față de propriul nostru voyeurism” și că ne implicăm pe noi înșine, precum și pe Fanny „într-o comunitate de monștri englezi convingători”.
Paula Byrne (2014) spune: "În centrul cărții este un copil strămutat, cu o conștiință de nezdruncinat. O adevărată eroină." 

## Lumea interioară a lui Fanny
Fanny este unică printre eroinele Austen prin faptul că povestea ei începe la vârsta de zece ani și își urmărește povestea până la optsprezece ani. Byrne spune: „Parcul Mansfield este probabil primul roman din istorie care descrie viața unei fetițe din interior”.  La începutul secolului al XXI-lea, spune John Wiltshire, criticii, apreciind interpretările extrem de sofisticate ale lui Austen ale vieții psihologice ale personajului ei, înțelegeau acum Fanny, văzută anterior ca pivotul principial al dreptului moral (celebrat de unii critici, reproșat de alții) ca „ o entitate tremurătoare, instabilă, o figură erotică și conflictuală, atât victimă, cât și apostol al valorilor înscrise în ea în istoria ei de adopție ".  Joan Klingel Ray sugerează că Fanny este studiul perspicace al lui Austen despre „sindromul copilului bătut”, o victimă a abuzului emoțional și material în ambele gospodării.  Încă de la început este văzută ca fiind fragilă din punct de vedere mental și fizic, o fetiță cu stima de sine scăzută, vulnerabilă și cu pielea subțire. Stânca pe care stă, care îi permite să supraviețuiască, este dragostea fratelui ei mai mare William. La Mansfield, vărul ei Edmund preia treptat un rol similar; ambii tineri îndeplinesc rolul esențial de îngrijitor lăsat vacant de adulți. Camera de Est, pe care Fanny și-o însușește treptat, devine locul ei sigur, „cuibul ei de conforturi” către care, deși neîncălzit, se retrage în momentele de stres. Aici reflectează asupra suferințelor ei; neînțelegerea motivelor sale, sentimentele ei nesocotite și înțelegerea ei subevaluate. Ea consideră durerea tiraniei, a ridicolului și a neglijenței, dar concluzionează că aproape fiecare incident a dus la un anumit beneficiu și consolarea principală a fost întotdeauna Edmund. 
Trauma dislocării ei la vârsta de zece ani este amintită de Fanny opt ani mai târziu, când i se promite o vizită la familia sa de naștere. „Amintirea tuturor celor mai vechi plăceri ale ei și a ceea ce suferise din faptul că a fost smulsă din ele, a venit peste ea cu forțe reînnoite și părea că a fi din nou acasă va vindeca orice durere care a apărut de atunci din separare " Durerea separării este la fel de evidentă ca și idealizarea vieții sale anterioare la Portsmouth, o idealizare care maschează durerea mai profundă a unui abandon care urmează să fie recunoscut în curând. John Wiltshire, revenind la temă în 2014, îl descrie pe Fanny ca „o eroină afectată devreme de educația ei, precum și de cvasi-adopția ei, care trăiește un conflict intens între recunoștința față de familia ei adoptivă și cea mai profundă rebeliune împotriva lor”, un rebeliunea abia conștientă. 

## Ironie feministă

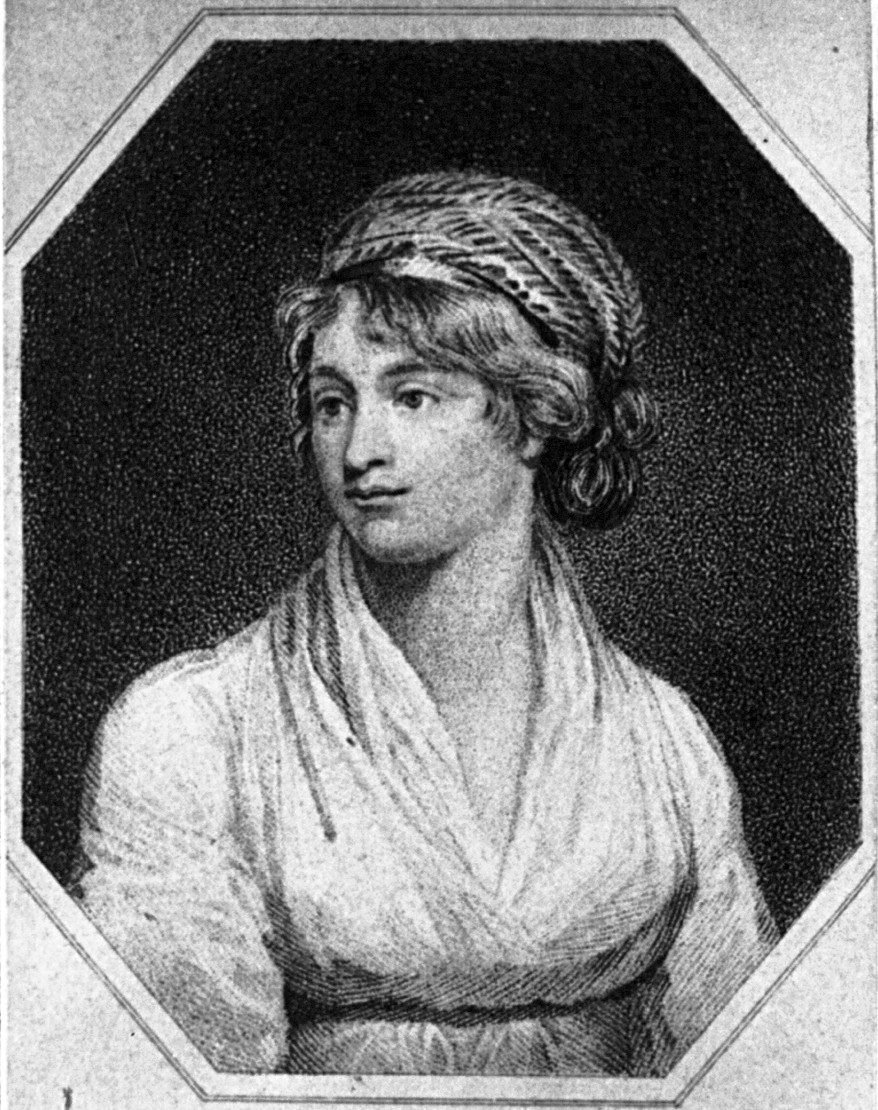
Mary Wollstonecraft, scriitoare proto-feministă contemporană și critică a lui Rousseau.

Critica negativă a lui Fanny se identifică uneori cu cea exprimată de personajele din roman. Pentru unele feministe timpurii, Fanny Price a fost aproape de a fi considerată, așa cum era ea de către doamna Norris, „demonul piesei”. Mulți au disprețuit-o pentru că era timidă, așa cum făcea și vărul ei Tom.  Margaret Kirkham (1983) în eseul ei „Ironia feministă și eroina neprețuită din Parcul Mansfield” a susținut că Austen era o scriitoare feministă căreia îi plăcea complexitatea și umorul și îi plăcea să prezinte puzzle-uri pentru cititorii ei. Mulți au ratat ironia feministă a personajului Fanny.  Austen era feministă în sensul că ea credea că femeile sunt la fel de înzestrate cu rațiune și bun simț ca bărbații și că căsătoria ideală ar trebui să fie între doi oameni care se iubesc.  În mod ironic, meciul de dragoste prezentat între părinții lui Fanny este departe de a fi ideal.
Kirkham vede ,,Parcul Mansfield” ca pe un atac asupra operei populare a lui Jean-Jacques Rousseau din 1762, Emile, or On Education, care descria femeia ideală ca fiind ,,fragilă, supusă și mai slabă fizic decât bărbații”. Rousseau a afirmat: ,,Departe de a fi rușinați de slăbiciunea lor, se laudă cu ea; mușchii lor tandri nu fac nici o rezistență; îi afectează faptul că sunt incapabili să ridice cele mai mici poveri și s-ar înjoși pentru a fi considerați robuști și puternici." Filosofa contemporană, Mary Wollstonecraft, a scris pe larg contradicții asupra opiniilor lui Rousseau în A Vindication of the Rights of Woman. De asemenea, ea a provocat adepții lui Rousseau, cum ar fi James Fordyce, a cărui predici făcuseră mult timp parte din biblioteca unei tinere femei. 
La începutul romanului, Fanny, cu bolile sale constante, dispoziția timidă, supunere și fragilitate, se conformează, aparent, femeii ideale a lui Rousseau. Subversiv, pasivitatea ei este în primul rând cea a unei victime hotărâte să supraviețuiască traumei despărțirii sale de familia naturală și a complexității interne a bunăstării sale mintale. Mătușa Bertram, cândva frumoasă, în indolența și pasivitatea ei, satirizează și stereotipul.  În cele din urmă, Fanny supraviețuiește subminând, în mod involuntar, atitudinile predominante față de proprietate, deoarece găsește puterea de a plasa conștiința deasupra ascultării și dragostea deasupra datoriei. Refuzul lui Fanny de a capitula dorința domnului Thomas de a se căsători cu Henry Crawford este văzut de Kirkham ca punctul culminant al romanului.  Prin integritatea și compasiunea sa profundă, rațiunea și bunul simț, ea este capabilă să triumfe, provocând astfel idealul predominant de feminitate (și adecvare) în domnia engleză. 

## O femeie de voință
Criticul literar american Harold Bloom îl numește pe Fanny Price „co-descendent, împreună cu testamentul Asociației lui Locke, al accentului protestant englez asupra autonomiei”.
El atrage atenția asupra observației lui C. S. Lewis că „în Fanny, Jane Austen, pentru a contrabalansa nesemnificativitatea ei aparentă, nu a pus cu nimic altceva decât rectitudinea minții, nici pasiunea, nici curajul fizic, nici spiritul, nici resursele”. Bloom este de acord cu Lewis, dar susține că îi este dor de importanța „voinței de a fi ea însăși” ,a lui Fanny ca agent cauzal, în rezumat. Bloom susține că, în mod paradoxal, lipsa „voinței de a domina” a lui Fanny este cea care îi permite „voinței” să reușească. Lupta ei, doar pentru a fi ea însăși, o determină să exercite influența morală, iar acest lucru o duce la triumf în cele din urmă.

## Fanny ca „monstru literar”

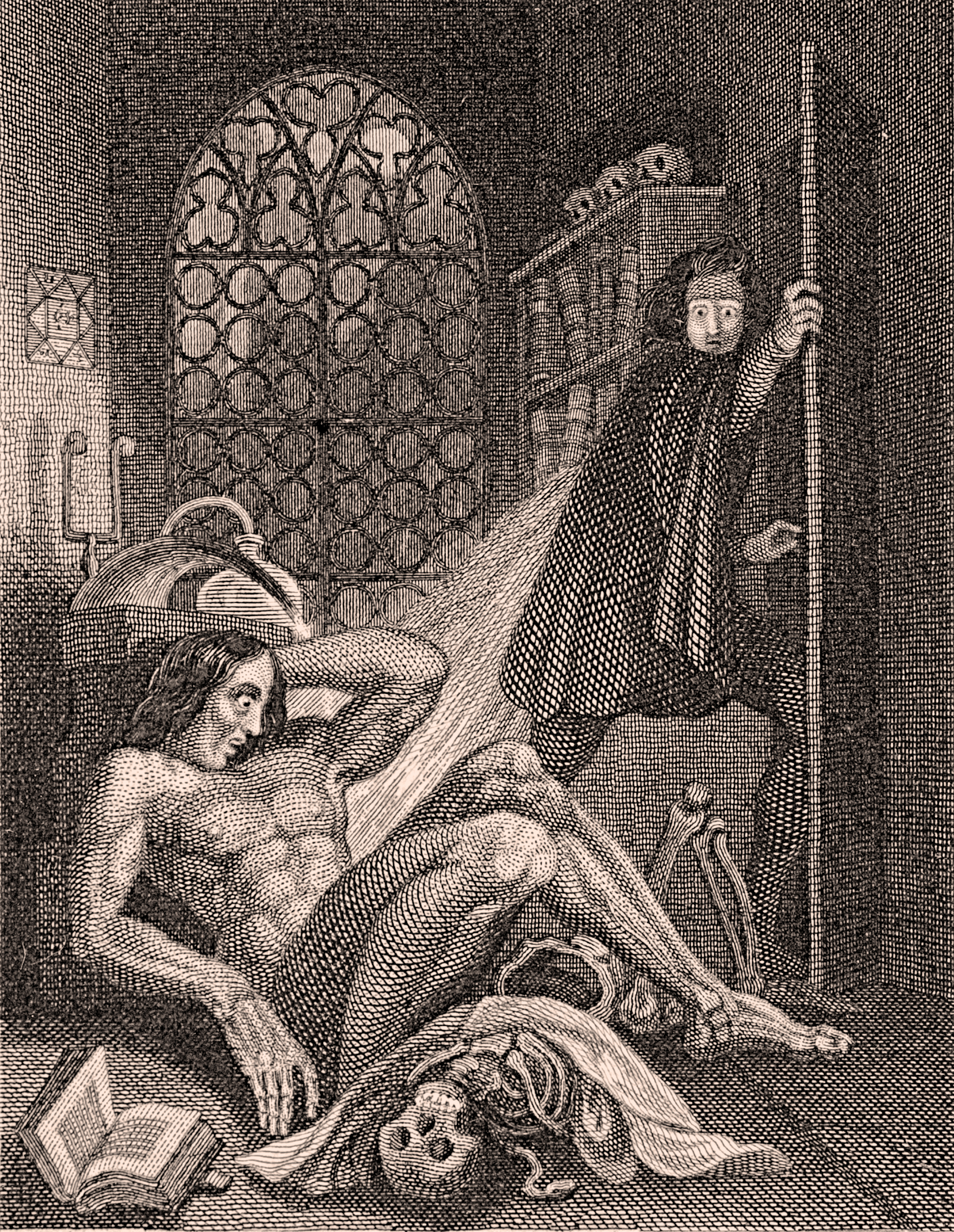
Frontispiciul lui Frankenstein al lui Mary Shelley, ediția 1831 (publicată prima dată în 1818)

Nina Auerbach recunoaște o tenacitate extraordinară în Fanny „cu care aderă la o identitate nevalidată de niciunul dintre atributele feminine convenționale ale familiei, casei sau iubirii”. Făcând acest lucru, Fanny „respinge vulnerabilitatea unui om al nimănui, rezistând să fie neiubită”. Fanny iese din izolarea marginalizării, devenind, în schimb, o învingătoare, astfel „aliniindu-se mai degrabă cu eroul romantic decât cu eroina romantică”.
Pentru Auerbach, Fanny este o versiune elegantă a unui arhetip popular al epocii romantice, „monstrul”, care prin simplul act de a exista nu se poate încadra vreodată în societate. În această interpretare, Fanny are puține lucruri în comun cu orice altă eroină a lui Austen, fiind mai aproape de personajul visător al lui Hamlet sau chiar de monstrul Frankenstein al lui Mary Shelley (publicat doar patru ani mai târziu). Auerbach spune că există „ceva oribil îi privează imaginația de apetitul pentru viața obișnuită și o îndreaptă spre cei deformați, deposedați”.
Auerbach susține că Fanny se definește cel mai bine prin hotărâri negative. Răspunsul lui Fanny la invitația de a participa la ,,Jurămintele iubitorilor” este: „Nu, într-adevăr, nu pot acționa”. În viață, ea acționează rareori, contracarează doar, urmărind lumea din jur cu o judecată tăcută. Fanny este „o femeie care aparține doar acolo unde nu este”. Solitudinea ei este starea ei, nu o stare din care poate fi salvată. „Doar în ,,Parcul Mansfield”, Jane Austen ne obligă să experimentăm disconfortul unui univers romantic condus de farmecul puternic al unei eroine care nu a fost făcută pentru a fi iubită.”  Analiza lui Auerbach pare să fie contracarată încet, când Fanny experimentează dragostea față de familia adoptivă și, în ciuda traumelor sale, dobândește un sentiment de acasă.

## Planificarea peisajului
Alistair Duckworth observa că o temă des întâlnită în romanele lui Austen este modul în care starea moșiilor se reflectă în cea a proprietarilor lor. Peisajul privat (și casa) din Parcul Mansfield este dezvăluit doar treptat, spre deosebire de transparentul Southerton, unde cititorului i se oferă o introducere în împrejurimile conacului de către Maria, o introducere turistică în casă de către doamna Rushworth și în cele din urmă un tur al moșiei, ghidați de rătăcirile pe serpentine ale tinerilor.

### Moralitatea rurală
Tema satului în conflict cu orașul se repetă pe tot parcursul romanului. Simbolic, natura dătătoare de viață este atacată de efectele artificiale și nocive ale societății orașului. Savantul canadian David Moaghan atarge atenția asupra modului de viață rural care, cu respectul său grijuliu pentru ordinea și ritmul timpului și al anotimpurilor, consolidează și reflectă valori cum sunt eleganța, decența, egalitatea și armonia. Sotherton, cu bulevardul său îngrijit și plin de copaci este cel care îi reamintește lui Austen de principiile organice care stau la baza societății. Austen îi portretizează pe domnul Rushworth și pe domnul Thomas ca nobili funciari, care nu sunt capabili să aprecieze principiile care stau sub standardele acceptate, lăsând prin urmare „societatea funciară... să se pregătească pentru corupție”. Henry Crawford, în calitate de moșier absent, este înfățișat ca neavând nicio recunoștință morală.
Într-o vizită făcută la Londra în 1796, Austen i-a scris în glumă surorii sale: „Iată-mă din nou în acest peisaj al degradării și al viciului, unde încep deja să-mi simt principiile corupte.” Prin intermediul membrilor familiei Crawfords, cititorului îi este acordată o scurtă privire asupra societății engleze. Ei reprezintă clasa de mijloc, lacomă și grosolană, a societății engleze, opusă idealului rural al lui Austen. Ei provin dintr-o lume unde totul se obține cu bani, și unde mulțimile fără personalitate au luat locul păcii și liniștii când vine vorba de  repere sociale. Austen mai oferă frânturi asupra societății engleze, atunci când Maria se căsătorește și obține ceea ce Mary Crawford numește „pennyworth-ul ei", o reședință londoneză și elegantă de sezon. Pentru Monaghan, Fanny este singura care simte valorile morale care stau la baza vechilor și demodatelor maniere. Este de datoria ei să apere cele mai bune valori ale societății engleze, chiar daca în multe privințe nu este înarmată corespunzător pentru această sarcină.

### Humphry Repton și îmbunătățirile

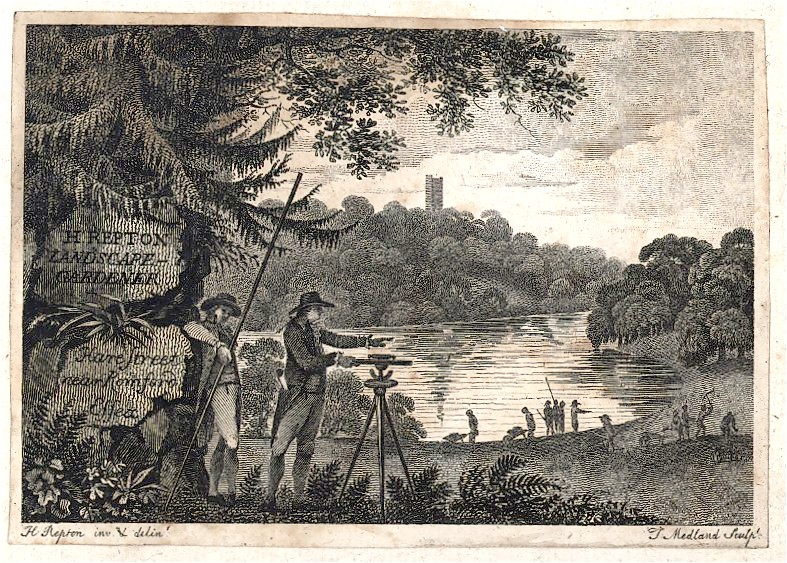
Îmbunătățiri peisagistice- Cartea de vizită a lui Humphry Repton îl înfățișează într-o construcție tipică cu el supraveghind proprietatea.

La Sotherton, domnul Rushworth se gândește să angajeze un reformator de peisaj cunoscut, Humphry Repton, plătindu-l cu cinci guinee pe zi. Repton a inventat termenul de „ arhitect peisagist”  și totodată a popularizat termenul de Parc ca denumire a unei moșii.Se crede că Austen și-a bazat imaginarul Sotherton în mare parte pe conacul Stoneleigh Abbey, pe care unchiul său, Rev Thomas Leigh l-a moștenit în 1806. La prima lui vizită pentru a revendica proprietatea, le-a luat cu el pe Austen, pe mama și pe sora acesteia.Leigh, care îl angajase deja pe Repton la Adlestrop, îl însărcinează acum să facă îmbunătățiri la Stoneleigh, unde redirecționează râul Avon, umple o porțiune de pământ cu apă pentru a crea o oglindire a lacului, adaugă un gazon verde pentru popice și un teren pentru crichet. 
La cina în familie, domnul Rushworth mărturisește că va înlătura marea alee de stejari care urcă la 800 de metri de la intrarea din vest. Domnul Rutherford îl înțelege greșit pe Repton. În cartea sa, Repton scrie cu prudență despre „moda... de a distruge alei”, și parodiază această modă, care este numai doctrinară. Conversația lui Rushworth urmărește îndeaproape parodia lui Repton. Fanny este dezamăgită și îl citează pe Cowper, valorificând ceea ce s-a ivit în mod natural de-a lungul secolelor. David Monaghan (1980) pune în contrast perspectiva lui Fanny cu cea a celorlalți. Materialista Mary Crawford, se gândește doar la viitor, fiind dispusă să accepte orice îmbunătățire care poate fi cumpărată de bani, cu condiția să nu aibă de înfruntat nicio dificultate actuală. Henry trăiește momentul și este interesat doar să joace rolul celui care îmbunătățește lucrurile. Doar introvertita și gânditoarea Fanny poate păstra în mintea sa imaginea de ansamblu a trecutului, prezentului și viitorului.
Henry Crawford este plin deja de propriile sale idei cu privire la îmbunătățiri atunci când examinează peisajul Sothertonului. El este descris ca fiind primul care merge mai departe cu examinarea „capacităților” grădinii împrejmuite din aproprierea pustietății, sugerând o comparație ironică cu celebrul predecesor al lui Repton, Lancelot "Capability" Brown.

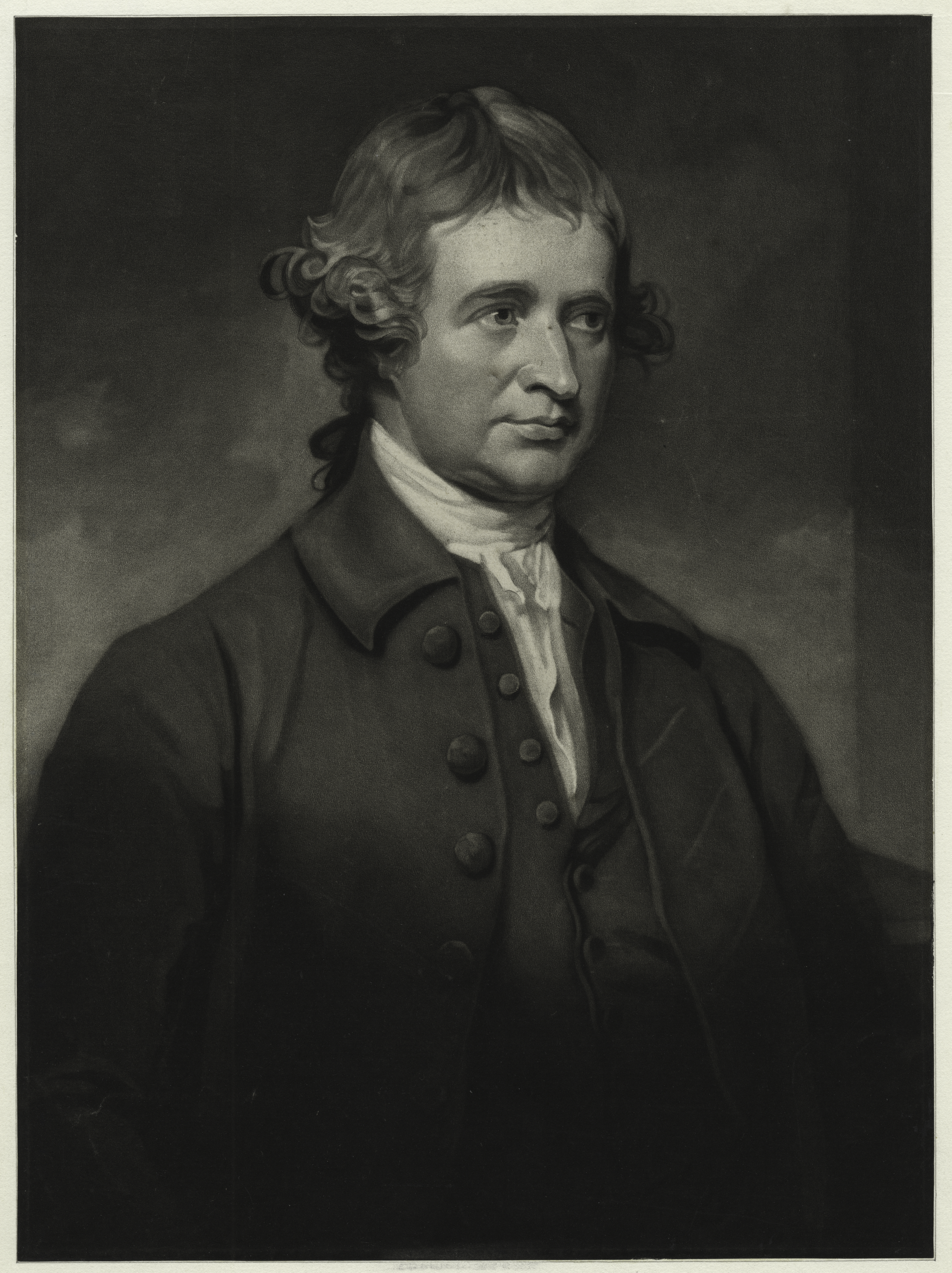
Edmund Burke, teoretician politic, filosof, și membru al parlamentului, recunoscut ca fiind părintele conservatorismului modern.

### Simbolismul politic
Războaiele napoleoniene (1803-1815) fac parte din fundalul ascuns al romanului. Calvo, citându-l pe Roger Sales, spune că Parcul Mansfield poate fi citit ca un roman al condiției Angliei, care 'dezbate probleme de actualitate, cum ar fi modul de desfășurare al războiului și criza Regenței'. Duckworth (1994) crede că Austen a preluat simbolul peisajului din influenta lucrare a lui Edmund Burke, Reflecții asupra Revoluției din Franța (1790). Burke a fost de acord cu beneficile „ îmbunătățirii” care fac parte din conservare, dar a criticat grav „inovațiile” și „modificările” societății care au dus la distrugerea patrimoniului. Duckworth susține că Parcul Mansfield  este esențial pentru înțelegerea opiniilor lui Austen. Moșiile, la fel ca societate, ar putea avea nevoie de îmbunătățiri, dar schimbările pe care Repton pretindea că le susține erau inovații inacceptabile, modificări ale moșiei care, simbolic, ar distruge întreaga moștenire socială și morală. Austen, conștientă de fragilitatea societății neinformate cu privire la comportamentul individual responsabil, se dedică valorilor moștenite ale unei culturi umaniste creștine.
Revoluția Franceză a fost, după părerea lui Austen, o forță cu totul distructivă, care a încercat să șteargă trecutul. Cumnata ei, Eliza, a fost o aristrocrată franceză, a cărei prim soț, contele  de Feullide, a fost ghilotinat la Paris. S-a refugiat în Marea Britanie unde, în 1797, s-a căsătorit cu Henry Austen. Relatarea Elizei despre execuția contelui i-a lăsat lui Austen o spaimă puternică față de Revoluția Franceză care a bântuit-o pentru tot restul vieții. 
Warren Roberts (1979) interpretează scrierile lui Austen ca afirmații ale religiei și valorilor tradiționale engleze împotriva valorilor ateiste ale Revoluției Franceze. Personalitatea lui Mary Crawford, a cărei aroganță „franceză” a îndepărtat-o de biserică, este pusă într-un contrast nefavorabil cu cea a lui Fanny, a cărei simplitate și credință „engleză” o determină să afirme că „este ceva legat de capelă si de preot atât de mare în caracter cu o casa mare, cu o idee despre ce ar trebui sa fie o astfel de casa.” Edmund este înfățișat prezentând biserica ca pe o forță de stabilitate care reunește familia, obiceiurile și tradițiile englezești. Acest lucru este în opoziție cu atitudinea lui Mary Crawford, a cărei critică cu privire la obiceiurile religioase o transformă într-o forță străină și perturbatoare a satului englezesc.

### Sotherton și simbolismul moral
Juliet McMaster susține că Austen a folosit adesea subevaluarea, și că personajele sale ascund emoții puternice în spatele comportamentului și dialogului aparent banal. Acest lucru este evidențiat în timpul vizitei la Sotherton, unde Mary Crawford, Edmund Bertram și Fanny Price dezbat avantajele unei cariere în slujba bisericii. Chiar dacă schimbul de replici nu este serios, problemele abordate sunt. Edmund îi cere lui Mary să îl iubească pentru ceea ce este, pe când Mary afirmă că se va căsători cu el doar dacă va urma o carieră mai profitabilă în drept.
Pentru a accentua subtil acest punct de vedere, Austen a creat scena din sălbăticiune, unde plimbarea pe drumul șerpuit le oferă ecouri din poemul The Faerie Queene, a lui Spencer, iar potecile „șerpuite” ecouri din pădurea Wandering. „Calaverul Crucii Roșii” al lui Spencer (cavalerul novice care simbolizează atât Anglia cât și credința creștină) se pierde în periculoasa și încurcata pădure Wandering. Cavalerul este cât pe ce să o părăsească pe Una, iubirea sa adevărată, pentru Duessa, seducătoarea vrăjitoare. La fel și Edmund (viitorul preot al bisericii engleze) este pierdut în labirintul moral al sălbăticiei Sotherton-ului.
Alții au văzut în acest episod, ecouri din piesa lui Shakespeare, Cum vă place, deși Byrne vede o legătură mai directă cu comedia scenică de regență, în special cu piesa de teatru de mare succes a lui George Colman și David Garrick, Căsătorie clandestină ( inspirată de seria de picturi satirice a lui Hogarth, Marriage A-la-Mode)  cu care Austen era foarte familiarizată de altfel, și care a avut o temă asemănătoare și o eroină numită Fanny Sterling. ( Domnul Thomas laudă mai târziu calitățile veritabile ale lui Fanny.)
„Sălbăticia” a fost un termen folosit de reformatorii de peisaje pentru a descrie o zonă împădurită, adesea plasată între zona simetrică din jurul casei și pășiunile aflate dincolo  gard. La Sotherton, acesta este descris ca „ o pădure plantată la aproximativ doi acri...[și] era întuneric și umbră și frumusețe naturală, în comparație cu terenul de popice și cu terasa.” Sensul alternativ al definiției sălbăticiei ca un loc pustiu neospitalier ar fi cunoscut de cititorii lui Austen din relatarea biblică a încercării de 40 de zile a evreilor, conduși de Moise prin pustiu, unde au fost mușcați de șerpi și a deșertului unde Iisus a postit și a fost ispitit timp de 40 de zile. Capitolul 3 din evanghelia după Ioan, leagă povestea lui Moise („ în timp ce Moise ridica șarpele în pustiu...”) de narațiunea mântuirii sale despre Iisus.

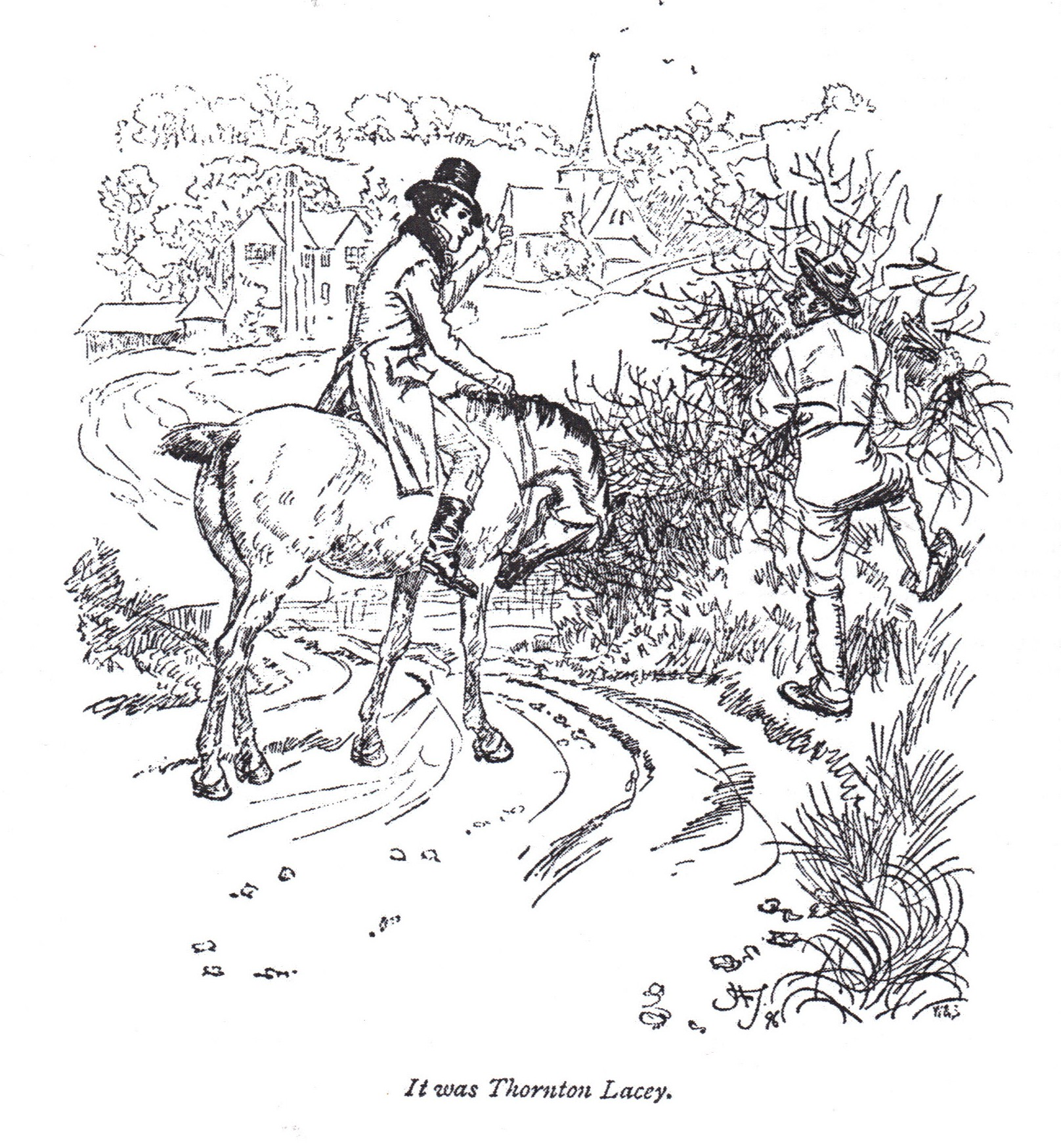
Henry Crawford vizitează Thornton Lacey, viitoarea moșie a lui Edmund Bertram.

Byrne sugerează că „poteca șerpuită” care duce la gardul cu poarta sa închisă la Curtea Sotherton are nuanțele ispitirii Evei de către Satana în Grădina Edenului. Gardul cu șanțul său adânc reprezintă granița pe care unii, nesupunându-se autorității, o vor trece. Acesta este un precursor simbolic al viitoarelor păcate morale ale Mariei Bertram și ale lui Henry Crawford. Sheehan compară scenariul cu Eden a lui Milton, din Paradisul pierdut, unde porțile de fier încuiate se deschid într-un golf adânc, care separă Iadul de Rai.
Personajele în sine valorifică potențialul alegoric al Sotherton-ului. Când Henry, privind dincolo de gard spune „ Ai o priveliște foarte plăcută în fața ta”, Maria răspunde: „Vrei să spui la propriu sau la figurat?”, citând din romanul lui Sterne, O călătorie sentimentală, despre un graur care face aluzie la Bastilia. Ea se plânge că este prinsă în spatele porților, care îi dau „un sentiment de captivitate și suferință”. Dialogul este plin de sensuri duble. Chiar și atenționările lui Fanny asupra cuielor, o haină ruptă și o căzătură sugerează inconștient violența morală. Henry îi sugerează subtil Mariei că dacă „și-ar fi dorit cu adevărat să aibă mai multă libertate” și și-ar fi permis „ să creadă că nu este interzisă” atunci libertatea ar fi posibilă. La scurt timp după aceea, Edmund și Mary sunt de asemenea „tentați” să părăsească sălbăticia.
Mai târziu în roman, când Henry Crawford sugerează distrugerea terenurilor de la Thornton Lacy pentru a crea ceva nou, planurile sale sunt respinse de Edmund, care insită pe idea că deși moșia are nevoie de îmbunătățiri, el dorește să păstreze fondul a ceea ce a fost creat de-a lungul secolelor. În lumea lui Austen, un bărbat cu care merită cu adevărat să te căsătorești își crește averea, respectând în același timp tradiția: conservatorismul reformist al lui Edmund îl scot în evidență ca un erou.

## Teatrul la Parcul Mansfield
Jocelyn Harris (2010) consideră subiectul principal al lui Austen din Parcul Mansfield teatral, dând viață unei controverse la fel de vechi ca scena în sine. Unii critici au presupus că Austen folosește romanul pentru a promova opinii care condamnă spectacolul, posibil inspirate de mișcarea evanghelică. Harris spune că, în timp ce în Mândrie și prejudecată, Austen arată cum teatralitatea maschează și înșeală în viața de zi cu zi, în Parcul Mansfield, „ea examinează mai profund întregul fenomen remarcabil al pieselor și al jocului-actoricesc”.

### Condamnarea spectacolului

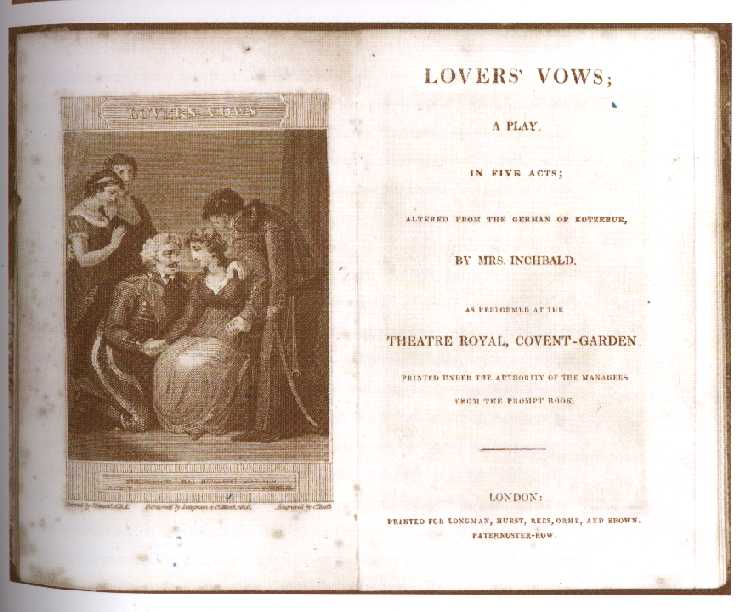
Jurămintele îndrăgostiților, ediția din 1796. Piesa controversată este repetată la Parcul Mansfield în timpul absenței domnului Thomas Bertram.

Când se întoarce după doi ani de la plantațiile sale din Antigua, domnul Thomas Bertram îi descoperă pe tineri repetând o variantă de amatori a piesei Jurămintele îndrăgostiților de Elizabeth Inchbald ( adaptată după o lucrare a dramaturgului german, August von Kotzebue). În mod previzibil, acest lucru jignindu-i sentimentul de decență, piesa este abandonată și toate copiile nelegate ale piesei sunt arse.  La citirea scenariului, Fanny Price este uluită de faptul că piesa este considerată potrivită pentru teatrul privat și consideră cele două roluri principale feminine ca fiind „ total nepotrivite pentru a fi reprezentate acasă-situația uneia și limbajul celeilalte fiind mult prea nepotrivite pentru a fi interpretate de orice femeie decentă.”
Claire Tomalin (1997) afirmă că Parcul Mansfield, cu puternica sa temă morală și critica principiilor corupte, a reușit să adune susținători și critici. Ea stabilește o opoziție între o tânără vulnerabilă cu principii morale și religioase puternice și între un grup de tineri moderni, foarte cultivați și înstăriți care urmăresc plăcerea fără niciun principiu.
În lucrarea sa fundamentală, The Antitheatrical Prejudice (1981), Jonas Barish adoptă ideea că până în 1814 Austen s-ar fi putut întoarce împotriva teatrului datorită unei așa zise îmbrățișări a evanghelismului. Austen a citit, și spre surpinderea ei, i-a plăcut Investigație asupra drepturilor sexului feminin, a lui Thomas Gisborne, care afirma că teatrele erau imorale din cauza faptului că permiteau „ familiaritate fără rețineri între persoanele de același sex”. Ar fi putut citi de asemenea cunoscuta lucrare evenghelică a lui William Wilberforce care ataca decadența acelei perioade și manifesta, de asemenea păreri puternice despre teatru și despre influența negativă a acestuia asupra moralității. Tomalin susține că nu avem niciun motiv să credem că Austen ar condamna toate piesele de teatru, ci doar cea jucată la Parcul Mansfield. Austen era o amatoare de teatru înrăită și o admiratoare critică a marilor actori. În copilărie, familia ei a adoptat această activitate popuară de a organiza piese de teatru acasă.  Și ea a jucat în piese populare de lungă durată (unele scrise chiar de ea), care au fost jucate în sufrageria familiei la Steventon ( și mai tarziu în hambar), acestea fiind supravegheate de tatăl său, care era membru al clerului. Multe aspecte observate de tânăra Austen în cadrul acestor piese de teatru jucate în familie, sunt reproduse în roman, inclusiv ispitirea lui James, fratele ei proaspăt hirotonit, de către cocheta lor verișoară, Eliza.
Paula Byrne (2017) relatează ca doar cu doi înainte de a scrie Parcul Mansfield, Austen, despre care se spune că era o actriță excelentă, a jucat rolul doamnei Candour în recunoscuta piesă a lui Sheridan, The School for Scandal, cu un nemaipomenit aplomb. Scrisorile sale arată că ea și familia sa au continuat să fie pasionați de teatru. Byrne susține, de asemenea, cu tărie că romanele lui Austen, în special Parcul Mansfield, prezintă multe semne de teatralitate și au o structură dramatică considerabilă, ceea ce le face foarte adaptabile pentru a fi reprezentate pe ecran. Calvo vede romanul ca o rescriere a piesei lui Shakespeare, Regele Lear, cu cele trei fiice ale sale, și cu Fanny în rolul regentei Cordelia a lui Sir Thomas.
Peste opt capitole, sunt analizate câteva aspecte ale prejudecăților condamnării spectacolului; se exprimă puncte de vedere variabile. Edmund și Fanny descoperă dileme morale; chiar și Mary este confuză, insistând asupra faptului că va edita scenariul. Teatrul ca atare nu este nicidecum contestat. Întrebările legate de incorectitudinea teatrală includ moralitatea textului, efectul interpretării asupra actorilor amatori vurnerabili și reprezentația ca perturbare necuviincioasă  a vieții într-o casă respectabilă. Alte aspecte ale dramei sunt de asemenea discutate.

### Incorectitudinea
Prezentarea de către Austen a dezbaterii intense despre teatru îl tentează pe cititor să ia partea unui anumite personaj și să piardă esența. Edmund, vocea cea mai critică, este de fapt un amator înrăit al teatrului. Fanny, conștiința morală a dezbaterii, „ a crezut ea însăși că va obține atâta bucurie nevinovată din piesă ca oricare dintre ei.” L-a crezut pe Henry cel mai bun actor dintre toți. Ea s-a delectat de asemenea, citindu-i mătușii sale Bertram cu voce tare din Shakespeare.
Stuart Tave subliniază provocarea piesei ca un test al devotamentului personajelor față de decență. Infatuata doamnă Norris se consideră gardianul decenței. Are încrederea domnului Thomas atunci când el pleacă în Antigua, dar eșuează complet, permițând pregătirea pentru Jurămintele îndrăgostiților. Edmund obiectează asupra piesei, considerând că aceasta încalcă oarecum decența, dar nu reușește să argumenteze problema convingător. Obiecția sa foarte puternică față de faptul că un străin este adus să participe în piesa de teatru nu este ușor de înțeles de către cititorul modern. Opinia domnului Rushworth potrivit căreia „ nouă ne e mai bine angajați, stând confortabil și nefăcând nimic” este aprobată doar de domnul Thomas. Fanny este singura care înțelege cel mai profund decența;ea știe din observațiile sale pătrunzătoare asupra familiei că actoria va avea un impact negativ asupra emoțiilor și comportamentului actorilor, dar îi lipsește puterea de a-i convinge pe ceilalți.
Din punct de vedere istoric, perspectiva lui Fanny care condamnă spectacolul este una dintre primele teorii formulate de Platon, și care a continuat să se facă cunoscută până în secolul XX. În timpul repetițiilor, Fanny observă flirtul continuu dintre Henry și Maria, care urma să se căsătorească, „Maria juca bine, prea bine.” Ea vede, de asemenea, tensiunea erotică și atracția dintre Edmund și Mary, care joacă rolul celor doi iubiți. Acest lucru o umple de tristețe și gelozie. Mai târziu, când Mary îi descrie lui Fanny cea mai dragă amintire a sa, ea joacă rolul dominant al Ameliei, cu Edmund în rolul lui Anhalt într-o poziție de supunere  sexuală. „ N-am cunoscut niciodată o fericire atât de desăvârșită...Oh! A fost drăguț dincolo de aparență.” Tave subliniează că prin oprirea piesei Jurămintelor îndrăgostiților, domnul Thomas își exprimă ipocrizia și viziunea îngustă. El este preocupat de o decență exterioară, nu de o decență care motivează comportamenul benefic. El este mulțumit să distrugă decorul și recuzita, fără a lua în considerare ceea ce i-a determinat pe copii săi să pună în scenă o astfel de piesă. Abia mai târziu ajunge să-și înțeleagă neajunsurile ca părinte.

### Interpretarea
O temă comună care condamnă spectacolul care, de asemenea provine tot de la Platon, este nevoia de a evita interpretarea (ex. prefăcătoria și ipocrizia) în viața de zi cu zi. Fanny este criticată adesea pentru că „nu se preface”, dar de fapt adânc, sub această suprafață timidă, are o inimă puternică. Henry Crawford, viața și sufletul fiecărei petreceri și fiecărui eveniment, se preface continuu; el are multe fețe, dar nicio profunzime, consistență sau identitate. Thomas Edwards afirmă că Henry, chiar și atunci când, în timpul unei discuții despre Shakespeare, încearcă să-i facă pe plac lui Fanny renunțând la prefăcătorie, el încă se preface. Își măsoară fiecare cuvânt și este atent la reacțiile de pe fața ei. Nevoia sa de a trăi prin imitație este exprimată atunci când ia în considerare eventuale profesii în cadrul Bisericii engleze și în cadrul Marinei Regale după ce se întâlnește cu Edmund și cu William.  El este un om care se reinventează constant. La Sotherton, el joacă rolul unui reformator de peisaj, rol pe care mai târziu îl reia la Thornton Lacey, chiar dacă îi lipsește consistența de a-și gestiona eficient propria sa moșie, Norfolk. La prima sugestie a unui teatru la moșia Mansfield, Henry, pentru care teatrul era o experiență nouă, declară că el ar putea interpreta „orice personaj care a fost scris vreodată”. Mai târziu, citindu-i cu voce tare Henry VIII domnișoarei Bertram, Henry imită persoanje unul după altul, impresionând-o cu priceperea sa chiar și pe Fanny, care era reticentă. Când Henry se îndrăgostește în mod neașteptat de Fanny, el joacă rolul unui îndrăgostit devotat, intrându-și perfect în rol. Chiar și optimistul domn Thomas recunoaște că admirabilul Henry e puțin probabil să-și mențină reprezentația pentru mult timp.
Edward spune că pericolul imanent al Jurămintelor Îndrăgostiților pentru tinerii actori este faptul că ei nu pot face diferența între interpretare și viața reală, un pericol dezvăluit atunci  când Mary spune „ Care domn dintre voi are plăcerea de a-mi face curte?”

### Politica de regență
David Selwyn susține că rațiunea din spatele aparentei condamnări a spectacolului a lui Austen nu este evanghelismul, ci aluzia simbolică la viața politică de regență.Parcul Mansfield este o carte despre identitatea Angliei. Tom, al cărui stil de viață i-a pus în pericol moștenirea, și fustangiul Henry sunt desfrânații regenți, inteționând să transforme moșia familiei într-un loc de joacă în lipsa stăpânului. Dacă regentul, în timpul incapacității regelui, transformă țara într-un imens teren de distracție după modelul Brighton, bazele prosperității vor fi puse în pericol. Să te complaci în astfel de activități, ca teatrul, în detrimentul unei vieți cinstite și productive, duce doar la nefericire și dezastru.

## Biserica și Parcul Mansfield
După publicarea romanului Mândrie și prejudecată, Austen i-a scris surorii sale, Cassandra, menționând romanul propus de Northamptonshire. „Acum voi încerca să scriu despre altceva; va fi o schimbare completă a subiectului: hirotonirea.” Trilling credea că Austen făcea din hirotonire, subiectul Parcului Mansfield; Byrne susține (la fel ca alții) că deși acest lucru se bazează pe o interpretare greșită a scrisorii, „nu există nicio îndoială că vocația lui Edmund este în centrul romanului”. Decăderea din biserica georgiană a fost serios contestată de-a lungul mai multor decenii de Mișcarea Metodistă emergentă care s-a separat recent de biserica mamă, dar și de mișcarea evanghelică paralelă care a rămas în ea. Brodrick descrie biserica georgiană ca „ împiedicând cu înverșunare femeile să participe direct la treburile dogmatice și ecleziastice”. Cu toate acestea, deghizată cu ajutorul romanului, Austen a reușit să discute liber despre doctrina creștină și despre orânduirea bisericii, un alt exemplu al feminismului subversiv.

### Scene
În mai multe scene, Austen prezintă dezbateri despre provocările semnificative pe care le-a înfruntat biserica georgiană.  Ea discută despre corupția clerului, despre caracterul funcției de cleric și despre responsabilitatea clericului de a crește atât conștiinta spirituală, cât și cunoașterea doctrinei. Subiectele variază de la probleme de smerenie individuală și rugăciuni de familie la probleme legate de lipsa rezidenței  și de decăderea din rândul clerului. Doctorul Grant căruia i se oferă existența la Mansfield este portretizat ca un duhovnic indulgent cu foarte puțin simț față de îndatoririle sale pastorale. Edmund, tânărul, naivul, viitorul canditat la hirotonisire își exprimă înaltele sale idealuri, dar are nevoie de Fanny atât pentru le înțelege pe deplin, cât și pentru a se ridica la înălțimea lor. Locațiile acestor aceste scene includ vizita de la Sotherton și capela de aici, unde Mary află pentru prima dată ( spre groaza ei) că Edmund este predestinat bisericii; jocul de cărți unde conversația se îndreaptă spre profesia preconizată a lui Edmund, și conversația de la Thornton Lacey, viitoarea „locuință” a lui Edmund.

### Religia decadentă
Austen a expus adesea corupția din rândul clerului prin intermediul parodiei. Deși discuțiile despre biserică ale lui Mary Crawford cu Edmund Bertram sunt menite să-i submineze vocație, vocea sa este cea care contestă în mod constant moralitatea bisericii regente și a clerului. Edmund încearcă să-și ia apărarea fără a-și justifica eșecurile. Pe baza unor observații amănunțite ale cumnatului său, Dr. Grant, Mary ajunge la concluzia preconcepută conform căreia „un cleric nu are nimic de făcut, doar să fie neîngrijit și egoist, să citească ziarul, să urmărească vremea și să se certe cu soția. Diaconul său îi face toată treaba și singura sa treabă e să ia masa.”
În conversația de la Sotherton, Mary aprobă decizia reposatului domn Rutherford de a abandona rugăciunile de familie care se fac de două ori pe zi, descriind convingător această practică ca o obligație atât pentru familie, cât și pentru servitori. Ea îi batjocorește pe capii familiilor pentru ipocrizie, atunci când găsesc scuze pentru a lipsi chiar ei înșiși de la biserică. Le compătimește pe domnișoarele casei, „s-au înmulțit cu o evlavie aparentă, dar cu capul plin de ceva foarte diferit- mai ales dacă bietul preot nu merită privit”. Edmund recunoaște că slujbele lungi pot fi plictisitoare, dar susține că fără autodisciplină, o spiritualitate personală ar fi insuficientă pentru dezvoltarea morală. Chiar dacă punctul de vedere a lui Mary este prezentat ca o rezistență la disciplina spirituală, au fost alte fluxuri pozitive de spiritualitate care au exprimat sentimente asemănătoare.
Mary contestă de asemenea practica larg răspândită a patronatului; ea critică așteptarea lui Edmund de a se baza mai degrabă pe privilegiu decât pe merit. Chiar dacă domnul Thomas vinde locuința cea mai dorită de la Mansfield pentru a achita datoriile lui Tom, el încă reușește să îi ofere lui Edmund o locuință asigurată la Thornton Lacey, unde poate duce viața unui nobil de la țară. În ultimul capitol, domnul Thomas recunoaște că a fost neglijent față de educația spirituală a copiilor săi; au fost instruiți în cunoașterea religioasă, dar nu și în aplicarea practică a acesteia. Atenția cititorului a fost deja atrasă asupra rădăcinii superficialității Juliei în timpul vizitei la Sotherton, când, abandonată de ceilalți, rămâne cu înceata doamnă Rushworth, ca singură însoțitoare. „Politețea pe care a fost educată să o practice ca o datorie i-a făcut imposibilă evadarea.” Lipsa Juliei de autocontrol, de empatie, de înțelegere de sine și de „acel principiu al binelui, care nu formase nicio parte esențială a educației sale, o făceau nefericită până la urmă.” Ea era o prizonieră a datoriei, lipsindu-i abilitatea de a aprecia fie umanitatea datoriei, fie sursa spirituală a acesteia.

### Influența evanghelică

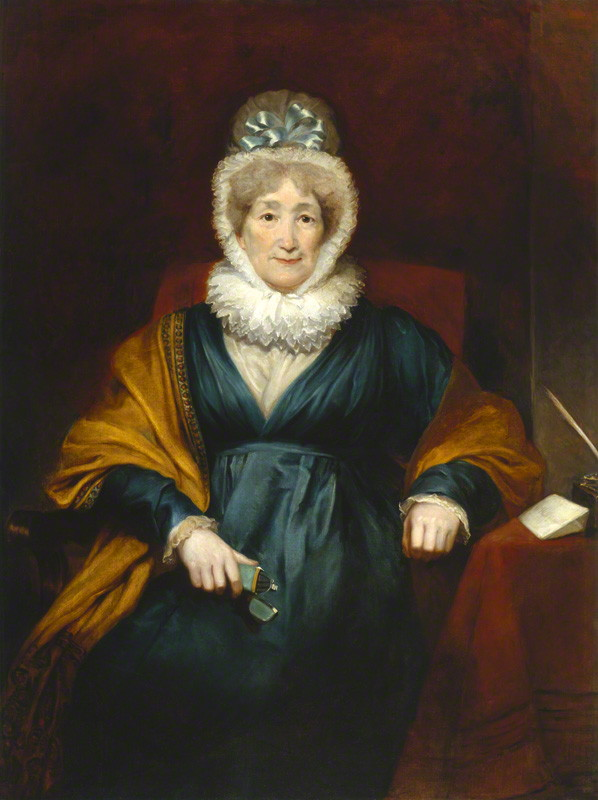
Hanna More, profesoară, abolitionistă, membră a sectei evanghelice Clapham și filantrop. De asemenea, un romancier bestseller, scrierile ei, spre deosebire de cele ale lui Austen, au promovat în mod deschis credința și valorile creștine.

În ce măsură opiniile lui Austen au fost un răspuns la influențele evanghelice a fost o chestiune de dezbatere încă din anii 1940. Ea ar fi fost conștientă de influența profundă a creștinismului practic, citit de Wilberforce, publicat în 1797, și de chemarea sa la reînnoirea spiritualității. Campania evanghelică, momentan veșnic legată de un proiect de reînnoire națională. Austen a fost foarte religioasă, credința și spiritualitatea ei fiind foarte private, dar, spre deosebire de scriitorii contemporani, Mary Wollstonecraft și Hannah More, ea nu a predat și nici nu a predicat. Mulți din familia ei au fost influențați de mișcarea evanghelică și în 1809 Cassandra a recomandat „romanul predicii” al lui More, Coelebs în căutarea unei soții. Austen a răspuns, imitându-și propria ambivalență: "Nu-mi plac evangheliștii. Desigur, voi fi bucuroasă când îl voi citi, ca restul oamenilor, dar până nu o fac, nu-mi place". Cinci ani mai târziu, scriindu-i nepoatei sale Fanny, tonul lui Austen era diferit: „Nu sunt în niciun caz convinsă că nu ar trebui să fim toți evanghelici și măcar sunt convinsă că cei care sunt atât de raționali și de sensibili, trebuie să fie cei mai fericiți și cei mai feriți.  Jane Hodge (1972) a spus că „locul în care stătea rămâne incert. Singurul lucru cert este că, ca întotdeauna, a fost profund conștientă de schimbarea sentimentelor din jurul ei”. Brodrick (2002) concluzionează după o amplă discuție că „atitudinea lui Austen față de cler, deși complicată și plină de contradicții aparente, este în esență progresivă și arată influența eforturilor evanghelice de întinerire a clerului, dar cu greu poate fi numită evident evanghelică”. 

### Elocvența amvonului
Într-o scenă din capitolul 34, în care Henry Crawford îi citește cu voce tare Shakespeare lui Fanny, Edmund și domnișoarei Bertram, Austen intră într-o discuție despre rostirea predicii. Henry arată că are înclinație să recunoască faptul că „redundanțele și repetările” liturghiei necesită o lectură bună (în sine o critică grăitoare, comentează Broderick). El oferă critica generală (și, eventual, valabilă) conform căreia „o predică bine rostită este mai puțin frecventă decât rugăciunile bine citite”. Pe măsură ce Henry continuă, superficialitatea și auto-depășirea lui devin evidente: „Nu am ascultat niciodată un predicator distins în viața mea fără  vreun fel de invidie. Dar atunci, trebuie să am o audiență londoneză. Nu puteam să predic decât celor educați, celor care erau capabili să-mi estimeze compoziția". El încheie, exprimând filosofia multor duhovnici leneși, susținând că nu ar trebui să-i placă să predice des, ci „din când în când, poate, o dată sau de două ori în primăvară”. Deși Edmund râde, este clar că nu împărtășește atitudinea superficială, egocentrică a lui Henry. Nici Edmund (se presupune)  nu va ceda tendințelor egoiste ale doctorului Grant. „Edmund promite să fie opusul: un duhovnic asiduu, dar blând, care păstrează clasa socială și atitudinea unui domn, fără abnegație și totuși fără o îngăduință de sine.”
Edmund recunoaște că există unii predicatori competenți și influenți în marile orașe, cum ar fi Londra, dar susține că mesajul lor nu poate fi niciodată susținut de exemplul personal sau de preoție. În mod ironic, mișcarea metodistă, cu dezvoltarea slujirii laice prin „ședința”, a oferit o soluție chiar la această problemă.  Există o singură referință la metodism în roman și acolo este legată, ca insultă, de societatea misionară modernă. Mary, furioasă, îi răspunde lui Edmund, care o părăsește în cele din urmă, declarând: „În acest ritm, în curând veți reforma pe toată lumea de la Mansfield și Thornton Lacey; și când voi auzi de voi, în viitor, poate ca predicator celebru în societatea metodiștilor, sau ca misionar în părți străine."

### Un duhovnic ideal
Când Mary află de la Sotherton că Edmund a ales să devină duhovnic, o numește „un fleac”. Edmund răspunde, spunând că nu poate considera „un fleac” o ocupație care are tutela religiei și a moralei și care implică  timp și ține o  eternitate. El adaugă spunând că conduita provine din principii bune și din efectul acelor doctrine pe care ar trebui să le învețe un duhovnic. Conduita națiunii va reflecta, în bine sau în rău, comportamentul și învățătura clerului. Pluralismul agresiv, unde clericii bogați obțineau venituri din mai multe „vieți” fără a pune vreodată piciorul în parohie, a fost o trăsătură definitorie a bisericii georgiene. În capitolul 25, Austen prezintă o conversație în timpul unei seri de cărți la Mansfield. Masa de joc a domnului Thomas s-a rupt în bucăți și s-a mutat pentru a urmări jocul Speculației (joc de cărți). Conversația degajată conduce la o expunere a rolului și îndatoririlor părintelui țării. Domnul Thomas argumentează împotriva pluralismului, subliniind importanța rezidenței în parohie,
„...  și pe care nici un reprezentant nu îl poate mulțumi în aceeași măsură. Edmund ar putea, într-o exprimare obișnuită, îndeplini îndatorirea lui Thornton, adică ar putea citi rugăciuni și predica, fără a renunța la Parcul Mansfield; să meargă, în fiecare duminică, la o casă anume, locuită și să treacă prin slujba divină; el ar putea fi duhovnicul lui Thornton Lacey în fiecare a șaptea zi, timp de trei sau patru ore, dacă asta l-ar mulțumi. Dar nu va fi. Știe că natura umană are nevoie de mai multe lecții decât poate transmite o predică săptămânală și că, dacă nu trăiește printre enoriașii săi, și se dovedește prin atenție constantă protectorul și prietenului lor, face foarte puțin fie pentru binele lor, fie pentru al său.”
Domnul Thomas trece cu vederea intenționat planul său anterior, înainte de a fi obligat să vândă locuința din Mansfield pentru a achita datoriile lui Tom, că Edmund ar trebui să strângă veniturile din ambele parohii. Această tensiune nu se rezolvă niciodată. Tatăl lui Austen îndură două trăiri, fiind el însuși un exemplu de pluralism blând.

### Sclavismul și Parcul Mansfield

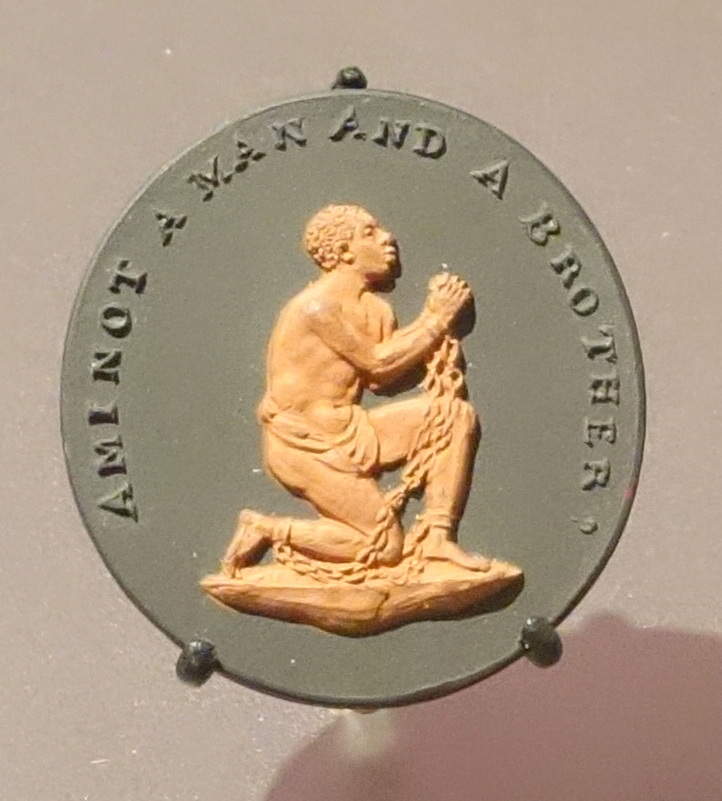
Medalionul Wedgwood inscripționat "„Nu sunt eu un om și un frate”", distribuit pe scară largă printre susținătorii abolirii.

De regulă, se presupune că locuința domnului Thomas Bertram, Parcul Mansfield, fiind o proprietate recent construită a regenței, ridicată din veniturile din comerțul cu sclavii britanici. Nu era o clădire veche, precum Reședința Sotherton, a lui Rushworth, sau casele de proprietate descrise în celelalte romane ale lui Austen, precum Pemberley în Mândrie și Prejudecată sau Donwell Abbey din Emma.
Legea privind comerțul cu sclavi a fost adoptată în 1807, cu patru ani înainte ca Austen să înceapă să scrie Parcul Mansfield și a fost punctul culminant al unei lungi candidaturi a aboliționiștilor, în special William Wilberforce și Thomas Clarkson.  Deși nu a fost niciodată legală în Marea Britanie, sclavia nu a fost desființată în Imperiul Britanic decât în 1833. În capitolul 21, când domnul Thomas se întoarce de la moșiile sale din Antigua, Fanny îl întreabă despre traficul de sclavi, dar nu primește niciun răspuns. Tăcerea semnificativă continuă să-i nedumerească pe critici. Claire Tomalin, urmărindu-l pe criticului literar, Brian Southam, susține că, întrebându-l pe unchiul ei despre comerțul cu sclavi, Fanny, de obicei timidă, arată că viziunea ei asupra imoralității comerțului este mai clară decât a lui. Sheehan crede că „la fel cum Fanny încearcă să rămână un spectator la producția Jurămintele Îndrăgostiților, dar este atrasă în acțiune, noi publicul celor prezenți suntem atrași de participarea la drama din Parcul Mansfield ... Judecata noastră trebuie să fie a noastră." 
Se presupune că Austen însuși a susținut desființarea. Într-o scrisoare adresată surorii sale, Cassandra, ea compară o carte pe care o citește cu cartea anti-sclavie a lui Clarkson, „Sunt la fel de îndrăgostită de autor cum am fost de Clarkson”. Poetul preferat al lui Austen, evanghelicul William Cowper, a fost, de asemenea, un aboliționist pasionat, care a scris deseori poezii pe această temă, în special faimoasa sa lucrare, Sarcina, preferată și de Fanny Price. 

### Parcul Mansfield susține sclavia?
În cartea sa din 1993, Cultură și Imperialism, criticul literar american Edward Said a implicat Parcul Mansfield în acceptarea neoficială a culturii occidentale, a beneficiilor materiale ale sclaviei și imperialismului. El a citat eșecul lui Austen de a aminti că moșia din Parcul Mansfield a fost posibilă numai prin munca sclavilor. Said a susținut că Austen a creat personajul domnului Thomas ca un bun stăpân arhetipal, la fel de competent în conducerea moșiei sale în mediul rural englezesc ca și în exploatarea sclavilor săi din Indiile de Vest. El a acceptat că Austen nu vorbește prea multe despre plantația deținută de domnul Thomas, dar a susținut că Austen se aștepta ca cititorul să presupună că averea familiei Bertram se datorează profiturilor produse de zahărul lucrat de sclavii lor africani. Mai mult, el a presupus că acest lucru reflectă presupunerea lui Austen că aceasta era doar ordinea naturală a lumii.
 

Paradoxal, Said a recunoscut că Austen a dezaprobat sclavia: 
„Toate dovezile spun că până și cele mai obișnuite aspecte ale deținerii sclavilor pe o plantație de zahăr din India de Vest au fost lucruri crude. Și tot ce știm despre Jane Austen și valorile ei este în contradicție cu cruzimea sclaviei. Fanny Price îi amintește vărului ei că, după ce l-a întrebat pe domnul Thomas despre comerțul cu sclavi, „a existat o tăcere atât de moartală” încât să sugereze că o lume nu ar putea fi conectată cu cealaltă, deoarece pur și simplu nu există un limbaj comun pentru ambele. Acest lucru este adevărat. ”
Savantul japonez, Hidetada Mukai îi înțelege pe Bertrami ca pe o familie parvenită al cărei venit depinde de plantația din Antigua. Desființarea comerțului cu sclavi în 1807 impusese o presiune serioasă asupra plantațiilor din Caraibe. Austen s-a referi la această criză când domnul Thomas părăsea Antigua pentru a face față unor probleme nespecificate din plantația sa. Hidetada a susținut în plus că Austen l-a făcut pe domnul Thomas un stăpân al sclavilor ca un atac feminist asupra societății patriarhale a Regenței Angliei, menționând că domnul Thomas, deși este un bărbat bun, tratează femeile, inclusiv propriile sale fiice și nepoata sa, ca mărfuri de unică folosință care trebuie comercializate și a făcut schimb pentru propriul său avantaj și că acest lucru ar fi asemănător cu tratamentul său asupra sclavilor care sunt exploatați pentru a-și susține stilul de viață.
Teza lui Said conform căreia Austen a fost apărător al sclaviei a fost din nou contestată în filmul 1999 bazat pe scrisorile lui Austen și pe Parcul Mansfield. Regizorul canadian, Patricia Rozema, a prezentat familia Bertram ca fiind coruptă și degenerată din punct de vedere moral, în contrast absolut cu cartea. Rozema a arătat clar că domnul Thomas deținea sclavi în Indiile de Vest și implicit, la fel și întreaga elită britanică. Esența Comerțului triunghiular era că, după ce navele au transportat sclavii din Africa în Caraibe, aceștia se vor întoarce în Marea Britanie încărcați doar cu zahăr și tutun. Apoi, părăsind Marea Britanie, se vor întoarce în Africa, încărcați cu produse manufacturate. 
Gabrielle White a criticat, de asemenea, condamnarea lui Said, susținând că Austen și alți scriitori admirați de Austen, inclusiv Samuel Johnson și Edmund Burke, s-au opus sclaviei și au ajutat la posibila desființare a acesteia.  Istoricul australian Keith Windschuttle a argumentat: „Ideea că, Jane Austen prezintă un personaj care deține plantații, pe care eroina, complotul și autorul îl dezaprobă în mod clar, devine astfel o slujnică a imperialismului și a sclaviei, este să înțeleagă atât romanul și biografia autorului său, care a fost un oponent înflăcărat al traficului de sclavi ".   La fel, autorul britanic Ibn Warraq l-a acuzat pe Said de cea mai flagrantă lectură greșită a Parcului Mansfield și l-a condamnat pentru o lectură indolentă și nejustificată a lui Jane Austen, argumentând că Said a denaturat complet Parcul Mansfield pentru a-i oferi lui Austen opinii pe care, în mod clar nu le avea.  Cu toate acestea, perspectiva postcolonială a lui Said a continuat să fie influentă.

### Aerul britanic
Margaret Kirkham subliniază că, în tot romanul, Austen face referiri, în mod repetat la calitatea aerului răcoritor și sănătos britanic. În dosarul Somerset v Stewart din 1772, unde sclavia a fost declarată ilegală în Regatul Unit de Lordul Justiției Mansfield (nu și în Imperiul Britanic), unul dintre avocații lui James Somerset, sclavul care îi cerea libertatea, a spus că „Anglia era un aer prea pur pentru ca un sclav să poată respira”. În 1569, el citează o hotărâre dintr-un proces judecătoresc care eliberează un sclav rus adus în Anglia.  Fraza este dezvoltată în poezia preferată a lui Austen:
„Mai degrabă aș fi eu însumi sclavul
Și aș purta datoriile, decât să le leg de el.
Nu avem sclavi acasă - atunci de ce în străinătate?
Și ei înșiși, odată trecând de val
Acest lucru ne desparte, sunt eliberați și slăbiți.
Sclavii nu pot trăi în Anglia; de plămânii lor
Acceptați aerul nostru, în acel moment sunt liberi,
Ne vătămează țara și cătușele lor cad.”—William Cowper - "Sarcina", 1785
Referințele lui Austen la aerul britanic sunt considerate de Kirkham un atac subtil asupra domnului Thomas, care deține sclavi în plantația sa din Antigua, dar se bucură de aerul britanic, ignorând ironiile implicate. Austen l-ar fi înțeles pe Clarkson și explicația sa asupra deciziei lordului Mansfield.

### Aluzii anti-sclavie
Indiciile subtile ale lui Austen despre lumea din spatele familiile ei, Regency pot fi văzute în modul în care folosește numele. Numele proprietății familiale reflectă în mod clar pe cel al lordului Mansfield, la fel cum numele agresantei mătuși Norris este sugestiv pentru Robert Norris, „un josnic traficant de sclavi și un cuvânt cheie pentru solidaritatea pro-sclavie”.
Maria proaspăt căsătorită, acum cu un venit mai mare decât cel al tatălui ei, își câștigă casa londoneză de pe strada Wimpole, la modă, în inima societății londoneze, o regiune în care mulți proprietari de plantații foarte bogate din vestul Indiei își stabiliseră casele din oraș.  Această reședință dorită este fosta casă a doamnei Henrietta Lascelles, a cărei avere a familiei soțului a venit de la renumitul iresponsabil Henry Lascelles. Lascelles se îmbogățise din comerțul cu sclavi din Barbados și fusese o figură centrală în dezastrul  Bulei din Marea de Sud. Bogăția sa fusese folosită pentru a construi casa Harewood  în Yorkshire, amenajată de "Talentul" Brow. 
Când William Price este comandat, doamna Bertram îi cere să-i aducă înapoi un șal, poate două, din Indiile de Est și "orice altceva care merită avut". Edward Said interpretează acest lucru demonstrând că romanul susține sau este indiferent față de profiturile coloniale. Alții au subliniat că indiferența aparține doamnei Bertram și nu este în nici un sens atitudinea romanului, a naratorului sau a autorului. 

## Corectitudinea și moralitatea
Corectitudinea este o temă majoră a romanului, spune Tave. Maggie Lane spune că astăzi este greu să folosești cu seriozitate cuvinte precum corectitudinea, cu implicația conformității și ipocriziei. Ea crede că societatea lui Austen a pus un mare accent pe caracterul adecvat (și decența), deoarece a apărut abia recent din ceea ce a fost văzut ca un trecut barbar. Proprietatea a fost considerată esențială în păstrarea acelui grad de armonie socială care a permis fiecărei persoane să ducă o viață utilă și fericită. 
Romanul pune decența sub microscop, permițând cititorilor să ajungă la propriile concluzii cu privire la conformitate și fățărnicii. Tave subliniază că, în timp ce  Austen afirmă că cei ca Fanny care ajung să înțeleagă decența la nivelurile sale mai intense și mai bune, ea îi batjocorește fără milă pe cei ca doamna Norris care se agață de o proprietate din afară, de multe ori cu dreptate și fără înțelegere. La începutul romanului, când domnul Thomas pleacă în Antigua, Maria și Julia oftează ușurate, scutite de cerințele de bunăvoință ale tatălui lor, chiar dacă nu au în vedere o anumită revoltă. Declinul se instalează la Sotherton cu o revoltă simbolică la ha-ha. Este urmată mai târziu de revolta îndoielnică, de fapta jocului cu Legămintele Iubirilor, lipsa sa de decență demascată de revenirea neașteptată a domnului Thomas. Ambele evenimente sunt un precursor al adulterului ulterior al Mariei și al evadării Iuliei. 
„Proprietatea” poate include nu numai comportamentul moral, ci și orice altceva o persoană face, gândește sau alege. Ceea ce este „adecvat” se poate extinde la felul în care societatea se guvernează și se organizează, și la lumea firească cu ordinea sa stabilită. Repton, grădinarul peisagist (1806), a scris în mod critic despre cei care urmează moda de dragul modei „fără a se interesa de caracterul rezonabil sau adecvat al acestuia”. Acest eșec este întruchipat în domnul Rushworth, care, în mod ironic, este dornic să-l angajeze pe distinsul Repton pentru „îmbunătățiri” la Sotherton. Repton a exprimat, de asemenea, oportunitatea practică de a amplasa grădina de legume aproape de bucătărie. 
Proprietatea ascultării și a intimității sunt trăsături semnificative în roman. Confidențialitatea parcului Mansfield, extrem de important pentru domnul Thomas, este amenințată în timpul teatrelor și este distrusă dramatic în urma dezvăluirii naționale a adulterului Mariei. 
Neascultarea este descrisă ca o problemă morală, practic fiecare criză din roman. Semnificația sa nu se află numai în ordinea unei societăți ierarhice. Se referă în mod simbolic la o înțelegere a libertății personale și a condiției umane descrisă de Milton ca "prima neascultare a omului".

Față în față; portretizare enigmatică. Bazat pe o siluetă din a doua ed. deținută de Galeria Națională de Portrete

### Dialogul moral
Comentatorii au observat că Fanny și Mary Crawford reprezintă aspecte contradictorii ale personalității lui Austen, Fanny reprezentând seriozitatea, observațiile obiective și sensibilitatea ei, Mary reprezentând inteligența, farmecul și ironia ei rea. Conversațiile dintre Fanny și Mary par uneori să exprime propriul dialog interior al lui Austen și, la fel ca și corespondența ei, nu oferă neapărat cititorului concluzii finale. Răspunzând în 1814 la solicitarea ajutorului nepoatei sale cu o dilemă de dragoste, ea scrie: „Sunt foarte nerăbdătoare să scriu ceva pe un subiect atât de interesant, deși nu am nicio speranță să scriu ceva în acest scop ... ar putea să se plângă într-o frază și să râdă în următoarea. " Byrne ia acest lucru ca o aluzie că cititorii ar trebui să fie foarte ezitanți în ceea ce privește extragerea opiniilor și sfaturilor lui Austen, fie din romanele sau scrisorile sale. După Austen, nu era treaba scriitorilor să spună oamenilor ce să facă.  Chiar și Fanny, când Henry îi cere să-l sfătuiască cu privire la administrarea averii sale, îi spune să-și asculte conștiința: „Avem cu toții un ideal mai bun în interiorul nostru, dacă ne-am îngriji de asta, mai mult decât oricine altcineva”.  În Parcul Mansfield, Austen cere cititorului să-și creeze propriile judecăți morale. După o perioadă de la publicare, ea a adunat reacțiile cititorilor la roman. Răspunsul cititorului face parte din poveste. Sheehan spune: "Finalul Parcului Mansfield este vag, în totalitate în mâinile publicului. Dintre toate inovațiile îndrăznețe ale lui Austen în lucrările sale, în Parcul Mansfield își asumă riscul decisiv." 

### Cuget și conștiință
Trilling a considerat că neliniștea față de construcția morală aparent simplistă a romanului marchează principala sa virtute și că măreția sa este „proporțională cu puterea sa de a ofensa”. Edwards discută despre atracția concurentă a celor cu personalități energice față de cei cu valoare mai prozaică a integrității. 
Atractivele Crawford sunt apreciate de societatea modernă, de vecinii lor și de cititor, totuși sunt afectate de defecte autodistructive. Edmund și Fanny, în esență oameni foarte obișnuiți care nu au carisma socială, sunt o dezamăgire pentru unii cititori, dar au integritate morală. Edwards sugerează că Austen ar fi putut numi, cu ușurință Parcul Mansfield 'Cuget și conștiință', deoarece principalul conflict al romanului este între cuget (sensibilitatea profundă în sufletul lui Fanny și Edmund) și conștiință (senzațiile superficiale egocentrice ale lui Mary și Henry).

### Crawfordi
Sheehan spune că " Superficialii Crawford duc la exprimarea puterii prin dominarea altora. De fapt, nu există nimic obișnuit la ele, în planurile și dorințele lor. Ele nu sunt singurele corupte, ci sunt înclinate să domine voințele și să corupă sufletele altora. Bogați, isteți și fermecători, știu cum să-și atragă publicul și să "accepte" nebănuitorii".
Superficialitatea Crawford poate fi demonstrată de aspectul exterior al moralității lor, care, împreună cu farmecul și eleganța lor, ascund pasiunile necultivate și, în cele din urmă, îi victimizează pe alții, precum pe ele însele. Henry Crawford poate fi văzut ca disimulatorul "prin excelență". Se laudă cu abilitatea de a acționa și arată clar că, a fi duhovnic constă în înfățișare. Personalitatea este aproape anulat în înfățișarea sinelui, care în lumea lui Austen este un semn al viciilor. MacIntyre identifică descrierea Crawford ca fiind preocuparea lui Austen pentru imitarea virtuților în contextul climatului moral din vremurile sale.
Henry este atras în primul rând de Fanny când își dă seama că ea nu-l place. El este obsedat de 'cunoașterea' ei, de obținerea gloriei și fericirii de a o forța să-l iubească. El intenționează să-i distrugă identitatea și să o recreeze după o imagine pe care a ales-o.  După eșecul său inițial, Henry se îndrăgostește pe neașteptate de Fanny. Profunditatea sentimentelor lui Henry Crawford este în cele din urmă expusă atunci când, după ce a promis că va avea grijă de fericirea lui Fanny, este distras de complotul lui Mary de a-și reînnoi contactul la Londra cu proaspăt căsătorita Maria. Provocat să o agite din nou pe Maria, el îi sabotează accidental căsătoria, reputația și, în consecință, toate speranțele de a o câștiga pe Fanny. Simpaticul Henry, care provoacă daune pe scară largă, se dezvăluie treptat crai regent, insensibil, imoral și egoist. Lane oferă o interpretare mai prietenoasă: "O aplaudăm pe Jane Austen pentru că ne-a arătat un om defect, care se îmbunătățește moral, se luptă, crește, tinde spre lucruri mai bune - chiar dacă în cele din urmă eșuează". 
Percepțiile sociale de gen sunt de așa natură încât, deși Henry suferă, Maria suferă mai mult. Și ducând-o pe Maria departe de comunitatea ei, îl vede pe Bertram ca pe un membru al familiei. Raportarea inevitabilă a calomniei la ziarele de scandal nu face decât să provoace mai multă suferință familiei.
Mary Crawford posedă multe calități atractive, inclusiv bunătatea, farmecul, pasiunea și vivacitatea. Cu toate acestea, puternica sa înclinație competitivă o determină să vadă iubirea ca pe un joc în care o parte o cucerește și o controlează pe cealaltă, o viziune care nu este diferită de cea a naratorului atunci când se află într-o manieră ironică. Narcisismul Mariei are ca rezultat lipsa de empatie. Ea insistă ca Edmund să-și abandoneze cariera de cleric, deoarece nu este suficient de renumită. Cu cinism feminist, ea îi spune lui Fanny să se căsătorească cu Henry pentru a 'plăti datoriile cuiva de gen' și pentru a avea un 'triumf' în detrimentul fratelui ei.
Edwards concluzionează că Parcul Mansfield demonstrează modul în care cei cărora, la fel ca majoritatea oamenilor, le lipsește o supraabundență de spirit, farmec și înțelepciune, se descurcă în lume.  Cei cu putere superficială sunt dovediți, în cele din urmă ca fiind slabi; oamenii care sunt considerați 'nimic' sunt cei care triumfă în liniște.

## Adaptări
- 1983: Parcul Mansfield, serial BBC regizat de David Giles, cu Sylvestra Le Touzel în rolul Fanny Price, Nicholas Farrell în rolul Edmund Bertram și Anna Massey în rolul doamnei Norris.
- 1997: Parcul Mansfield, o adaptare a Radioului 4 BBC pusă în scenă în trei părți de Elizabeth Proud, cu Hannah Gordon în rolul Jane Austen, Amanda Root în rolul lui Fanny, Michael Williams în rolul domnului Thomas Bertram, Jane Lapotaire în rolul doamnei Norris, Robert Glenister în rolul lui Edmund Bertram, Louise Jameson în rolul Lady Bertram, Teresa Gallagher în rolul Mary Crawford și Andrew Wincott în rolul lui Henry Crawford.[170]
- 1999: Parcul Mansfield, film regizat de Patricia Rozema, cu Frances O'Connor în rolul lui Fanny Price și Jonny Lee Miller în rolul lui Edmund Bertram (a apărut și în versiunea din 1983, interpretând unul dintre frații lui Fanny). Acest film modifică câteva elemente majore ale poveștii și o descrie pe Fanny ca pe o personalitate mult mai puternică și o face autoare a unor scrisori actuale ale lui Austen, precum și a istoriei copiilor ei din Anglia. Accentuează dezaprobarea lui Austen față de sclavie.
- 2003: Parcul Mansfield, o adaptare la dramaturgia radio autorizat de BBC Radio 4, cu Felicity Jones în rolul lui Fanny Price, Benedict Cumberbatch în rolul lui Edmund Bertram și David Tennant în rolul lui Tom Bertram.[171]
- 2007: Parul Mansfield, o adaptare teve produsă de Agenția de Imagini și cu Billie Piper în rolul lui Fanny Price și Blake Ritson în rolul lui Edmund Bertram, a fost ecranizată pe ITV1 în Marea Britanie la 18 martie 2007.[172]
- 2011: Parcul Mansfield, o operă de cameră de Jonathan Dove, cu un libret de Alasdair Middleton, comandat și interpretat pentru prima dată de Heritage Opera, 30 iulie - 15 august 2011.[173]
- 2012: Parcul Mansfield, adaptare scenică de Tim Luscombe, produsă de Teatrul Regal, Bury St Edmunds, a fost în turneu în Marea Britanie în 2012 și 2013.[174]
- 2014: „Cu drag Mansfield”, modernizarea seriilor web produse de Foot în Oficiul Producției a început să fie difuzată pe YouTube.[175]
- 2016: Mount Hope: O altă versiune a Amish-ilor  a Parcului Mansfield de Jane Austen, de Sarah Price
- 2017: Căutându-l pe Mansfield, un adult tânăr repovestire de romancierul Kate Watson Arhivat în 3 august 2020, la Wayback Machine. pus în scena teatrului în Chicago-ul modern.

## Link-uri externe
- Parcul Mansfield la Proiectul Gutenberg
- Parcul Mansfield carte audio din domeniul public la LibriVox

Format:Mansfield Park
Category:1814 British novels Category:British novels adapted into films Category:Novels by Jane Austen Category:British novels adapted into plays Category:Novels about nobility Category:British novels adapted into television shows